# Starachowice
Starachowice (w latach 1939–1949 Starachowice-Wierzbnik) – miasto w województwie świętokrzyskim, siedziba powiatu starachowickiego.
Miasto położone jest na pograniczu Gór Świętokrzyskich i Przedgórza Iłżeckiego. Leży w dolinie rzeki Kamiennej i jest otoczone rozległymi lasami – pozostałością Puszczy Świętokrzyskiej.
Do 1954 roku znajdowała się tu siedziba wiejskiej gminy Styków. W latach 1975–1998 miasto administracyjnie należało do województwa kieleckiego. Według danych z 31 grudnia 2023 miasto miało 43 883 mieszkańców.
W mieście znajduje się siedziba utworzonej w 1997 roku Specjalnej Strefy Ekonomicznej „Starachowice”, która na terenie miasta obejmuje obszar 168 ha i jest zagospodarowana w blisko 90%.
Starachowice leżą w historycznej ziemi sandomierskiej Małopolski, część miasta położona na północ od Kamiennej należy także do ziemi radomskiej.

## Historia

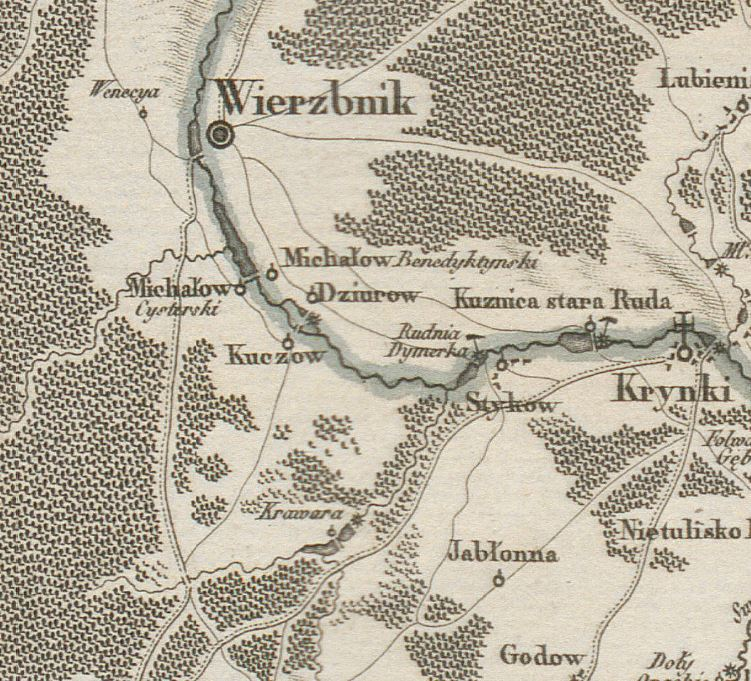
Otoczenie Wierzbnika i Michałowa w XVIII wieku – obecnych dzielnic Starachowic

W miejscu obecnych Starachowic istniała kuźnica, dzierżawiona w XVI wieku przez Starzechowskich, stąd prawdopodobnie nazwa miejscowości. Obok kuźni na terenie obecnego miasta istniało miasto Wierzbnik (dziś stanowiący najstarszą, zabytkową część Starachowic).
Do 1817 roku osada stanowiła własność zakonu cystersów z Wąchocka, którzy w 1789 zbudowali tu wielki piec. W 1815 hutę przejął rząd Królestwa Polskiego. W I połowie XIX w. Starachowice stały się największym ośrodkiem przemysłu metalowego Królestwa Polskiego, częścią tzw. Staropolskiego Zagłębia Przemysłowego, wg planu Stanisława Staszica – rozbudowy przemysłu żelaznego wzdłuż rzeki Kamiennej z głównym ośrodkiem w Starachowicach (1817 r.) realizowanego pod kierunkiem Ksawerego Druckiego-Lubeckiego. W 1899 roku uruchomiono wielki piec, osada stała się ważnym ośrodkiem wydobycia i hutnictwa żelaza. 

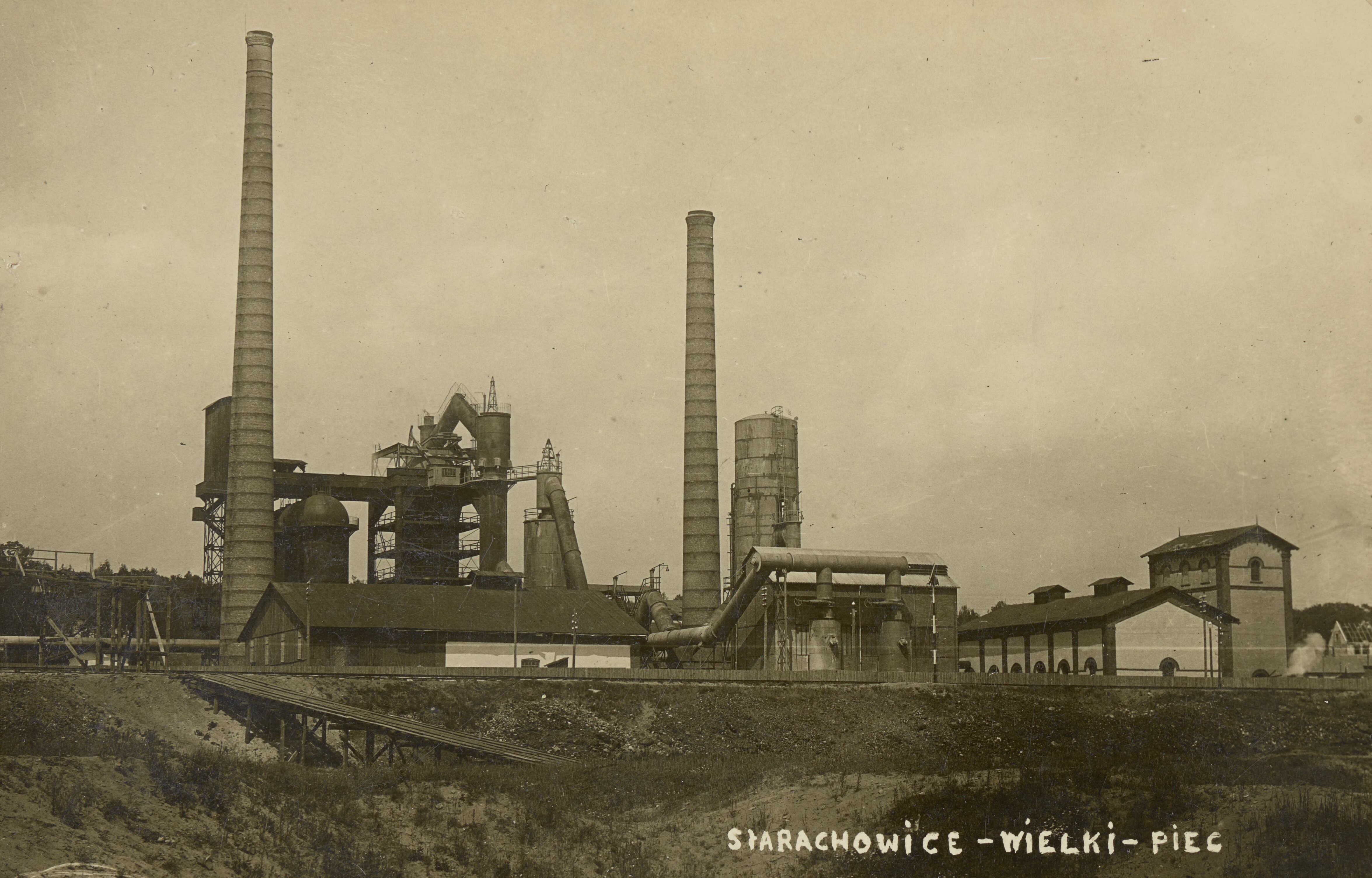
Zespół zakładu wielkopiecowego – obecnie muzeum

W II RP Starachowice i Wierzbnik przynależały do woj. kieleckiego (powiat iłżecki). 
W czerwcu 1920 roku w miejscowości wybuchł strajk protestacyjny wobec faktu aresztowania przez policję działaczy Komunistycznej Partii Robotniczej Polski w Piotrkowie. W rezultacie protestu policja zwolniła więzionych.
31 października 1933 Starachowice w gminie Styków podzielono na część wiejską i część fabryczną. Starachowice (Wieś) utworzyły gromadę o nazwie Starachowice, składającą się ze wsi Starachowice oraz gruntów kolejowych, natomiast w nowo powstałej osadzie Starachowice Fabryczne (utworzonej z kolonii Majówka, Bugaj, Sztolnia, Przykościelna, Robotnicza, Urzędnicza i innych) utworzono gromadę o nazwie Starachowice Fabryczne. Gromadę Starachowice Fabryczne połączono z miastem Wierzbnikiem 1 kwietnia 1939, nadając mu nazwę Starachowice-Wierzbnik. Natomiast Starachowice-Wieś i pozostałe wsie gminy Styków zachowały dalej swoją odrębność jako gromada w gminie Styków.
W dwudziestoleciu międzywojennym Starachowice były ważnym ośrodkiem przemysłu zbrojeniowego, z racji swojego położenia w Centralnym Okręgu Przemysłowym, odbywała się tu produkcja licencjonowanych dział „Bofors”. Działały liczne kopalnie rud żelaza, huta (stąd herb miasta skrzyżowane narzędzia hutnicze i górnicze) do której gęstą siecią kolei wąskotorowej dowożono rudy z okolicznych kopalń.

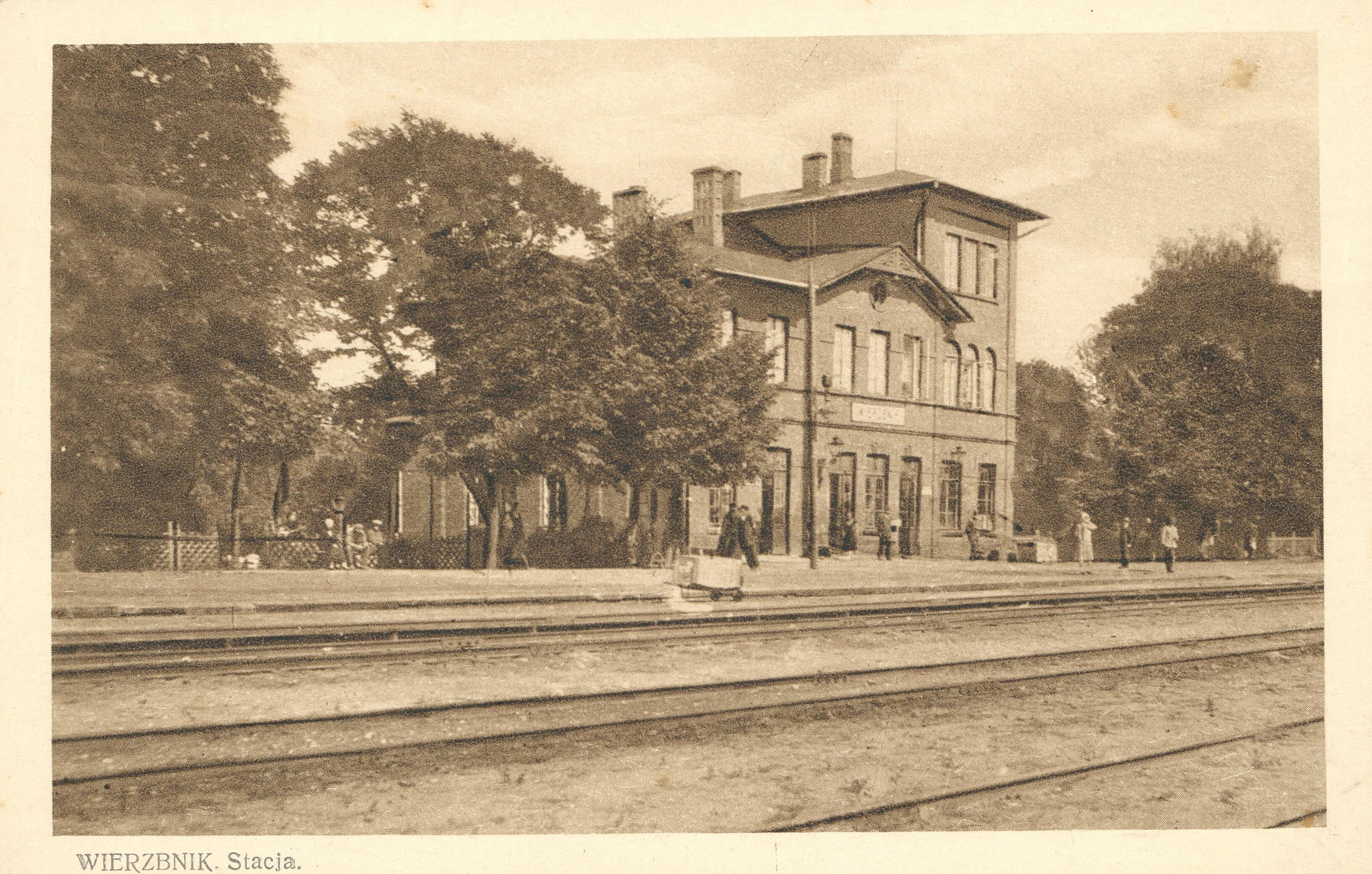
Stacja Wierzbnik, obecnie Starachowice Wschodnie

Podczas II wojny światowej włączone do Generalnego Gubernatorstwa (dystrykt radomski, powiat opatowski). Hitlerowcy do miasta włączyli gromady Starachowice-Wieś, Starachowice Górne, Krzyżowa Wola i Wanacja, które przemianowali na Starachowice. 
Na pamiątkę bitwy o Starachowice stoczonej we wrześniu 1939 roku przy jednym z ważniejszych skrzyżowań stoi armata przeciwlotnicza upamiętniająca bohaterów miasta. W czasie II wojny światowej w Wierzbniku (zamieszkiwanym w dużej części przez Żydów) utworzono getto, po jego likwidacji w 1942 roku Żydów przewieziono do obozów w Auschwitz-Birkenau i Treblince. W czasie okupacji niemieckiej naziści przy kopalni rudy utworzyli obóz „na Majówce”, którego więźniowie byli wykorzystywani do niewolniczej pracy w hucie. Obóz działał do 1944 roku. Miasto zostało zajęte przez jednostki 3 Armii Gwardii I Frontu Ukraińskiego 17 stycznia 1945 r. Na cześć żołnierzy tych jednostek przy ul. Marszałkowskiej wzniesiono Pomnik Wdzięczności Armii Radzieckiej ufundowany przez Prezydium Miejskiej Rady Narodowej w 1945 roku.
Po wojnie powrócono do stanu sprzed wojny; gromady włączone przez hitlerowców do Starachowic odzyskały swoją samodzielność (w tym Starachowice-Wieś), a miasto powróciło do przedwojennej nazwy Starachowice-Wierzbnik. Zmieniono ją z powrotem na Starachowice dopiero 3 września 1949. 1 lipca 1952 z gminy Styków do Starachowic włączono gromady Starachowice-Wieś, Starachowice Górne, Krzyżowa Wola i Wanacja oraz 20 ha lasów państwowych, włączając je do miasta Starachowice w związku z nadaniem mu statusu powiatu miejskiego.
W 1948 roku w Starachowicach utworzono Fabrykę Samochodów Ciężarowych „Star” im. Feliksa Dzierżyńskiego. FSC „STAR” przez lata była głównym pracodawcą w mieście, zatrudniała ponad 20 tysięcy robotników. To dzięki niej Starachowice dynamicznie się rozwinęły i rozbudowały, powstały liczne osiedla mieszkaniowe o wysokim standardzie. Miasto było ważnym ośrodkiem motoryzacyjnym w PRL. Oprócz Fabryki Samochodów Ciężarowych, działały również inne zakłady, tj. jedyny w Polsce Zakład Topienia Bazaltu (prowadzi produkcję do dziś), Starachowickie Przedsiębiorstwo Przemysłu Drzewnego (jeden z trzech największych w tym czasie zakładów tartacznych w Polsce), oraz do 1968 roku działał wielki piec. Jednak wraz z upadkiem centralnie zarządzanej gospodarki, upadła monokultura zatrudnienia. FSC „STAR” tak jak była przyczyną sukcesu gospodarczego Starachowic, tak stała się przyczyną problemów miasta. Załamanie eksportu na przełomie lat 80. i 90. XX wieku do krajów bloku wschodniego, spowodowało znaczne zwolnienia. Fabryka przyniosła miastu falę bezrobocia, sama w latach 90. miała kilku właścicieli, zakład podzielono. Pod koniec lat 90. XX wieku właścicielem został koncern MAN, obecnie w fabryce MAN Bus produkowane są autobusy. Również w tym czasie w mieście utworzono Specjalną Strefę Ekonomiczną „SSE Starachowice”.
1 marca 1983 do Starachowic przyłączono Michałów (475,48 ha) i część Adamowa (537,76 ha) z gminy Brody, część gminy Mirzec (2,83 ha) obejmującą oddziały 125 i 126 leśnictwa Bugaj (Nadleśnictwo Starachowice) oraz z gminy Wąchock przysiółek Mieszała (39,36 ha) oraz lasy państwowe.

### Kalendarium
- 1546 – wzmianka w dokumencie cystersów o istnieniu kopalni rudy żelaza zwanej Minerą Starzechowską
- 1624 – lokacja miasta Wierzbnik na mocy przywileju Zygmunta III Wazy
- 1741 – uroczyste poświęcenie kościoła w Wierzbniku pod wezwaniem Świętej Trójcy
- 1788 – uruchomienie czterech kopalni w pobliżu terenów dzisiejszych Starachowic
- 1809 – zniszczenie zakładów w Starachowicach i Wąchocku przez wojska austriackie powracające spod Raszyna
- 1817 – sporządzenie przez Stanisława Staszica projektu kombinatu zakładów przemysłowych, których głównym ośrodkiem miały być Starachowice
- 1870 – Wierzbnik stracił prawa miejskie; sprzedaż Zakładów Starachowickich Antoniemu Fränklowi za łączną sumę 1.167.000 rubli
- 1899 – uruchomienie nowoczesnego wielkiego pieca opalanego koksem
- 1903 – największa powódź w dziejach Starachowic, spowodowana przez rzekę Kamienną
- 18 sierpnia 1916 – odzyskanie przez Wierzbnik praw miejskich
- 1924 – rozpoczęcie produkcji dział przeciwlotniczych przy współpracy z firmą Bofors
- 1926 – powstanie klubu sportowego Star Starachowice
- 1 kwietnia 1939 – połączenie Wierzbnika, Starachowic i okolicznych wiosek w jedno miasto Starachowice-Wierzbnik
- 2 września 1939 – ewakuacja personelu i wyposażenia Zakładów Starachowickich do Kowla
- 6 września 1939 – bohaterska obrona miasta przez załogę baterii przeciwlotniczej na Wanacji
- 17 stycznia 1945 – wyzwolenie Starachowic spod okupacji niemieckiej przez 3 Armię Pierwszego Frontu Ukraińskiego
- 1947 – przekształcenie Zakładów Starachowickich w Fabrykę Samochodów Ciężarowych
- 1949 – powstanie Fabryki Samochodów Ciężarowych „Star” im. Feliksa Dzierżyńskiego
- 1949 – nazwa miasta Starachowice-Wierzbnik zostaje zmieniona na Starachowice (Rozporządzenie Ministra Administracji Publicznej z dnia 19 sierpnia 1949 r. o przywróceniu i ustaleniu nazw miejscowości)
- 1952 – uzyskanie przez Starachowice statusu miasta wydzielonego na prawach powiatu (Rozporządzenie Rady Ministrów z dnia 12 kwietnia 1952 r.)
- 1968 – ostateczne wygaszenie wielkiego pieca
- 1970 – zamknięcie kopalni „Majówka” – ostatniej kopalni rudy żelaza[a][17].
- 1999 – sprzedaż Fabryki Samochodów Ciężarowych niemieckiemu koncernowi MAN AG, od 09.01.2009 zakład funkcjonuje pod nazwą MAN Bus Sp. z o.o.
- 2017 – uroczyste obchody setnej rocznicy inauguracyjnego posiedzenia z dnia 27 lutego 1917, kiedy to wyznaczona Rada Miejska Wierzbnika zebrała się na swoim pierwszym posiedzeniu po uzyskaniu przez miasto praw miejskich

## Przyroda

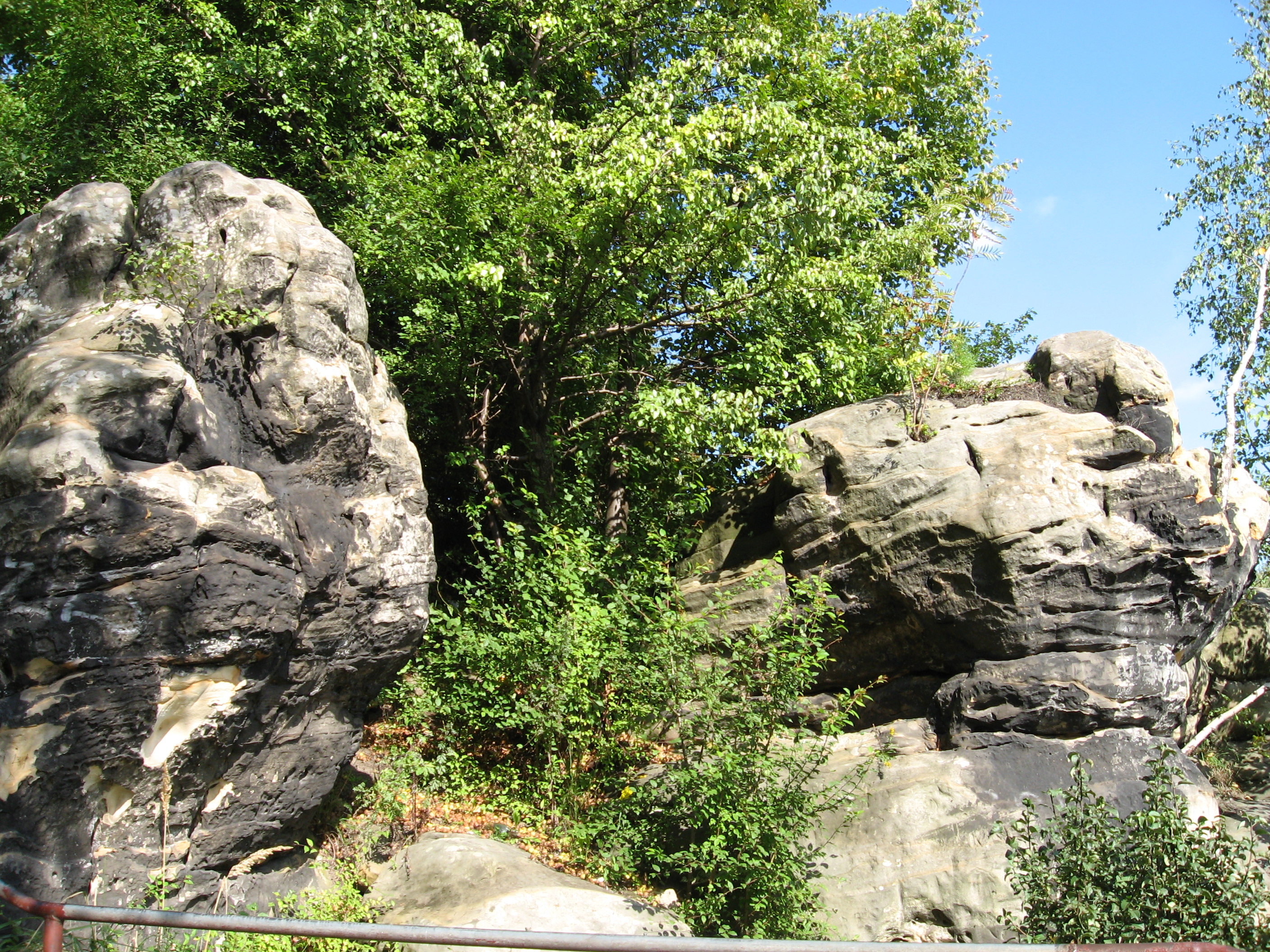
Unikalne odsłonięcie geologiczne wzdłuż al. Armii Krajowej – pomnik przyrody nieożywionej (długość 400 m, wysokość 5–8 m)

Starachowice są położone wśród borów i lasów zarządzanych i administrowanych przez Nadleśnictwo Starachowice i Nadleśnictwo Skarżysko-Kamienna. Od strony północnej są to tzw. Lasy Starachowickie, natomiast tereny od strony zachodnio-południowej są częścią Sieradowickiego Parku Krajobrazowego.
Pierwsze badania nad prostoskrzydłymi na terenie Wierzbnika rozpoczął w 1930 roku Władysław Szeliga – Mierzeyewski. W ostatnim 30-leciu (lata 80., 90. XX wieku i lata 2000–2010) wielu pasjonatów przyrody badało m.in. na potrzeby atlasów i monografii faunistycznych – ptaki, motyle i ważki.
Spośród roślin rosnących na omawianym terenie, na uwagę zasługują cztery prawnie chronione gatunki storczykowatych Orchidaceae sp., tj. listera jajowata Listera ovata, podkolan biały Platanthera bifolia, kruszczyk błotny Epipactis palustris oraz stoplamek (storczyk) szerokolistny (kukułka szerokolistna) Dactylorhiza majalis. Przez Starachowice (stary Wierzbnik) przepływa rzeka Młynówka, która porośnięta jest lasem łęgowym. W miejscu tym stwierdzono stanowiska chronionych roślin, a mianowicie rośnie tu czosnek niedźwiedzi Allium ursinum oraz parzydło leśne Aruncus sylvestris.

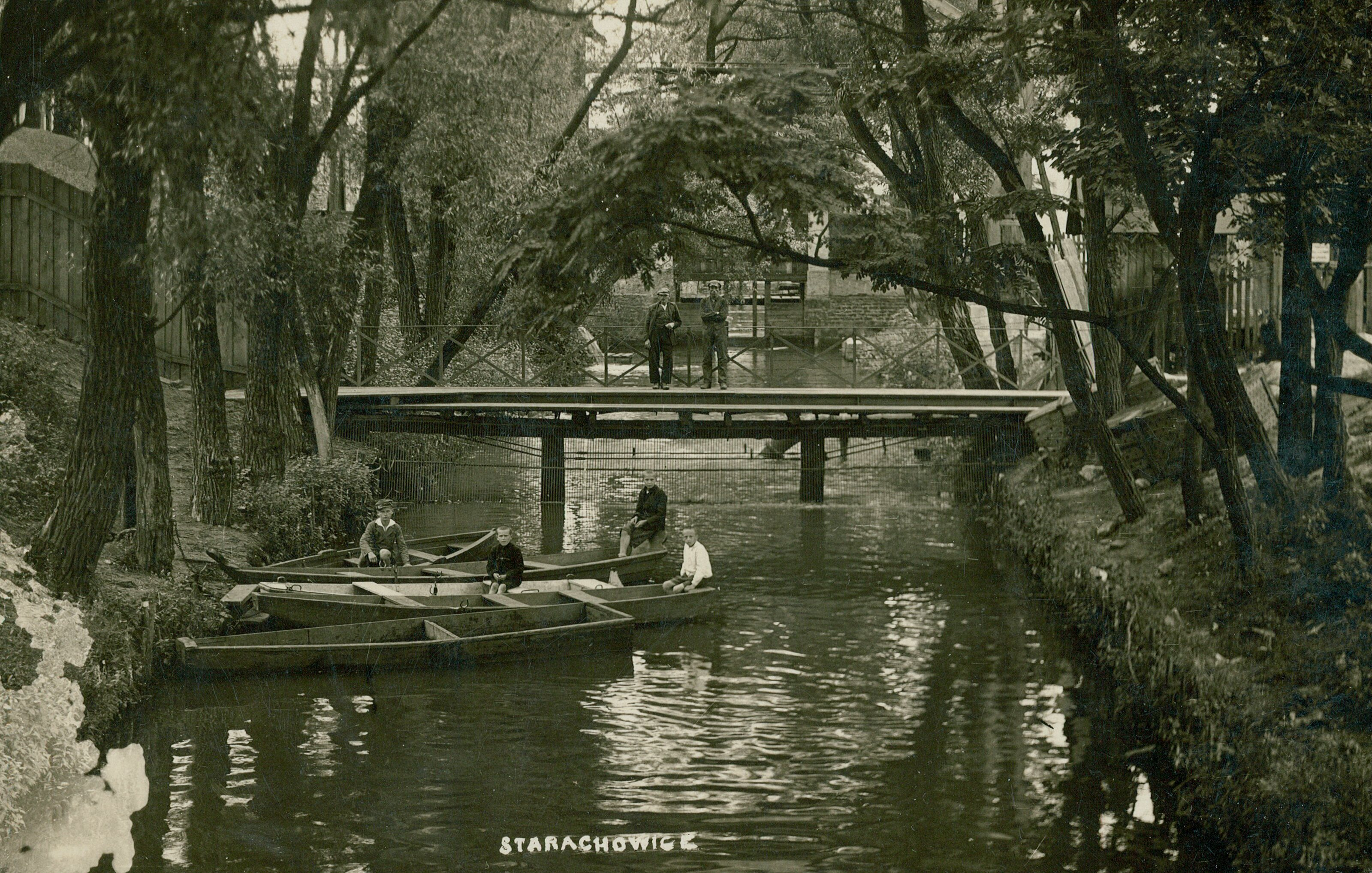

Z ptaków stwierdzono tu bociana czarnego Ciconia nigra. Stwierdzono też wiele gatunków bezkręgowców m.in. prostoskrzydłe (szarańczaki i pasikoniki), motyle, ważki i chrząszcze. 
Spośród stwierdzonych tu wszystkich prawnie chronionych gatunków gadów i płazów należy wymienić: zaskrońca, żmiję zygzakowatą, jaszczurkę zwinkę, padalca, traszkę górską, gatunki żab zielonych, żabę trawną, ropuchę szarą.
Rozpoznane tu gatunki prostoskrzydłych to: łatczyn brodawnik Decticus verrucivorus, opaślik sosnowiec Barbitistes constrictus, Metrioptera brachyptera, pasikonik śpiewający Tettigonia cantans, skakun dwukropkowy Tetrix bipunctata, Tetrix subulata, złotawek nieparek Chrysochraon dispar, złotawek złotawiec Euthystira brachyptera, dołczan wysmukły Stenobothrus lineatus, dołczan deresz Stenobothrus stigmaticus, skoczek zmienny Omocestus rufipes, konik włóczęga Chorthippus vagans, konik ciemny Chorthippus pullus, napierśnik pospolity Stetophyma grossum, siwoszek błękitny Oedipoda caerulescens, pasikonik zielony Tettigonia viridissima, Chorthippus mollis, podłatczyn Roesela Metrioptera roeselli, podkrzewin szary Polidoptera grisoaptera, Omocestus haemorrhoidalis, skoczek zielony Omocestus viridulus, pałkowiak plamisty Myrmeleotettix maculatus, konik ciepluszek Chorthippus apricarius, konik pospolity Chorthippus biguttulus, konik brunatny Chorthippus brunneus, Chorthippus dorsatus, konik wszędobylski Chorthippus albomarginatus, konik Chorthippus montanus, konik wąsacz Chorthippus parallelus.
Do ciekawszych motyli należą: ogończyk akacjowiec Satyrium acaciae, ogończyk ostrokrzewiec Satyrium ilicis, szlaczkoń torfowiec Colias palaeno, paź królowej Papilio machaon, paź żeglarz Iphiclides podalirius, przeplatka aurinia Euphydryas aurinia, przeplatka diamina Melitaea diamina, mieniak tęczowiec Apatura iris, mieniak strużnik Apatura ilia, pokłonnik osinowiec Limenitis populi, pasyn lucylla neptis rivularis, dostojka eufrozyna Boloria euphrosyne, dostojka laodyce Argynnis laodice, dostojka adype Argynnis adippe, górówka meduza Erebia medusa, czerwończyk nieparek Lycaena dispar, czerwończyk płomieniec Lycaena hippothoe, modraszek bagniczek Plebeius optilete, modraszek aleksis Glaucopsyche alexis i fruczak gołąbek Macroglossum stallatarum.
Wykazane ważki to: trzepla zielona, szklarnik leśny, żagnica zielona, żagnica ruda, żagnica wielka, gadziogłówka pospolita, łunica czerwona, łątka dzieweczka.

## Struktura powierzchni

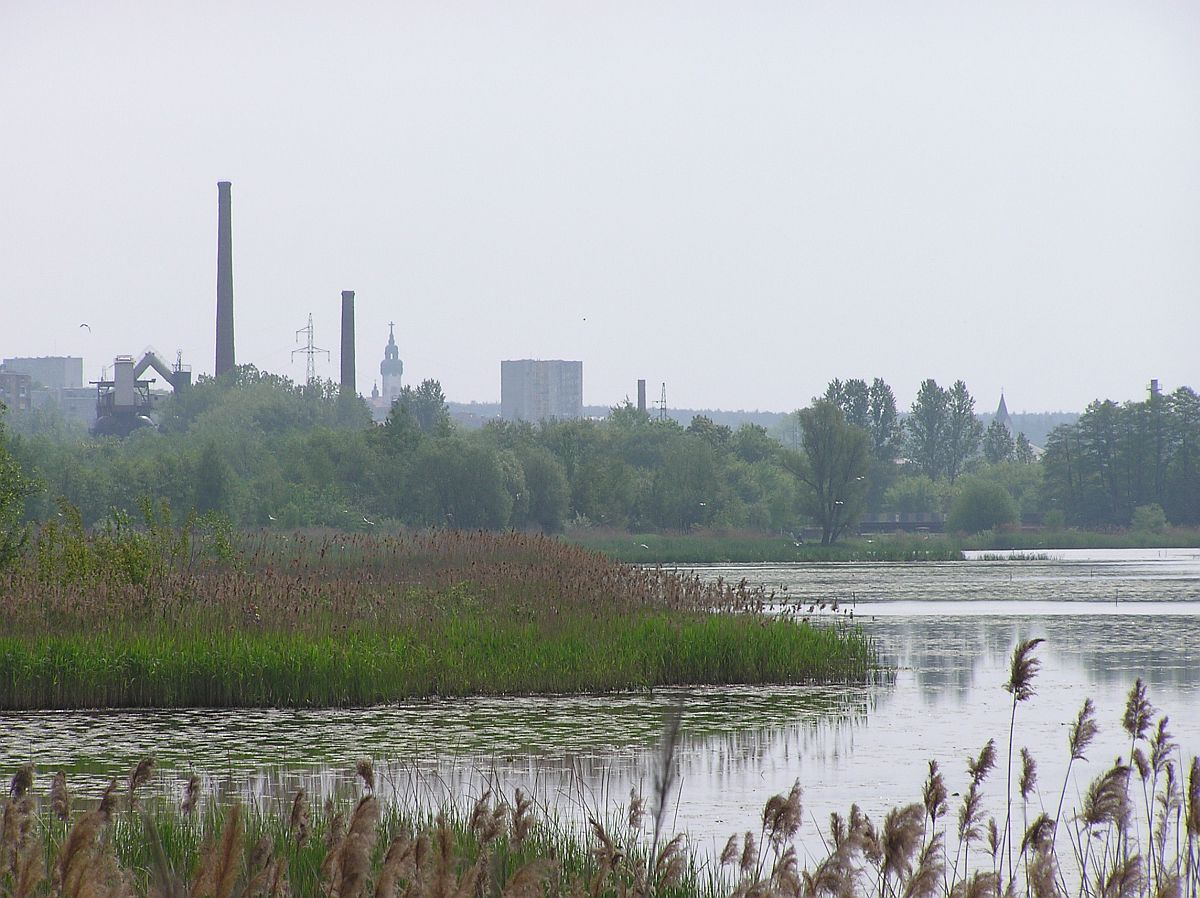
Panorama Starachowic od strony zalewu Pasternik (Jezioro Starachowickie)

Według danych z roku 2008 Starachowice mają obszar 31,85 km², w tym:
- zabudowania i tereny zurbanizowane: 39,9% – 1267 ha
- użytki rolne: 28,2% – 919 ha
- użytki leśne: 24,5% – 772 ha
- grunty pod wodami: 3,8% – 118 ha
- nieużytki: 1,7% – 52 ha
- inne 1,9%

Miasto stanowi 6,08% powierzchni powiatu.

## Gospodarka

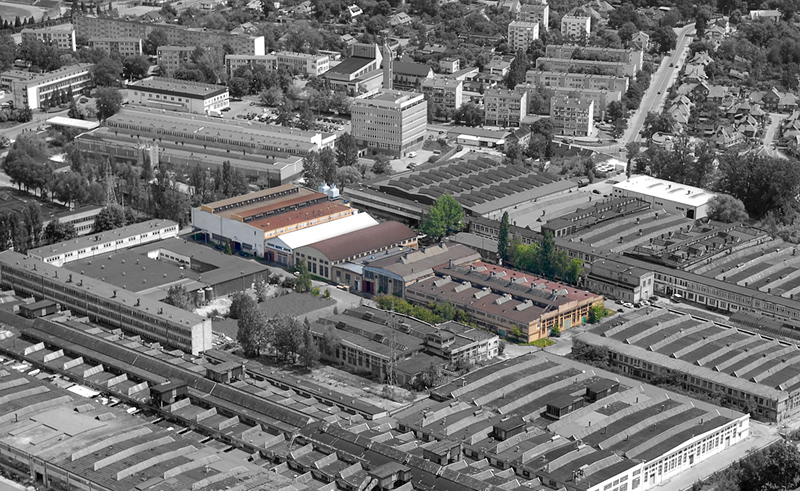
MAN STAR Trucks (nazwa STAR Trucks do 2009 r.)

Starachowice to jedno z trzech (po Kielcach i Ostrowcu Świętokrzyskim) największych miast województwa świętokrzyskiego, głównie ośrodek administracyjno-przemysłowy. Historyczny ośrodek hutnictwa żelaza, przemysłu ciężkiego i maszynowego, a także przemysłu drzewnego, metalurgicznego, ceramicznego i mięsnego.

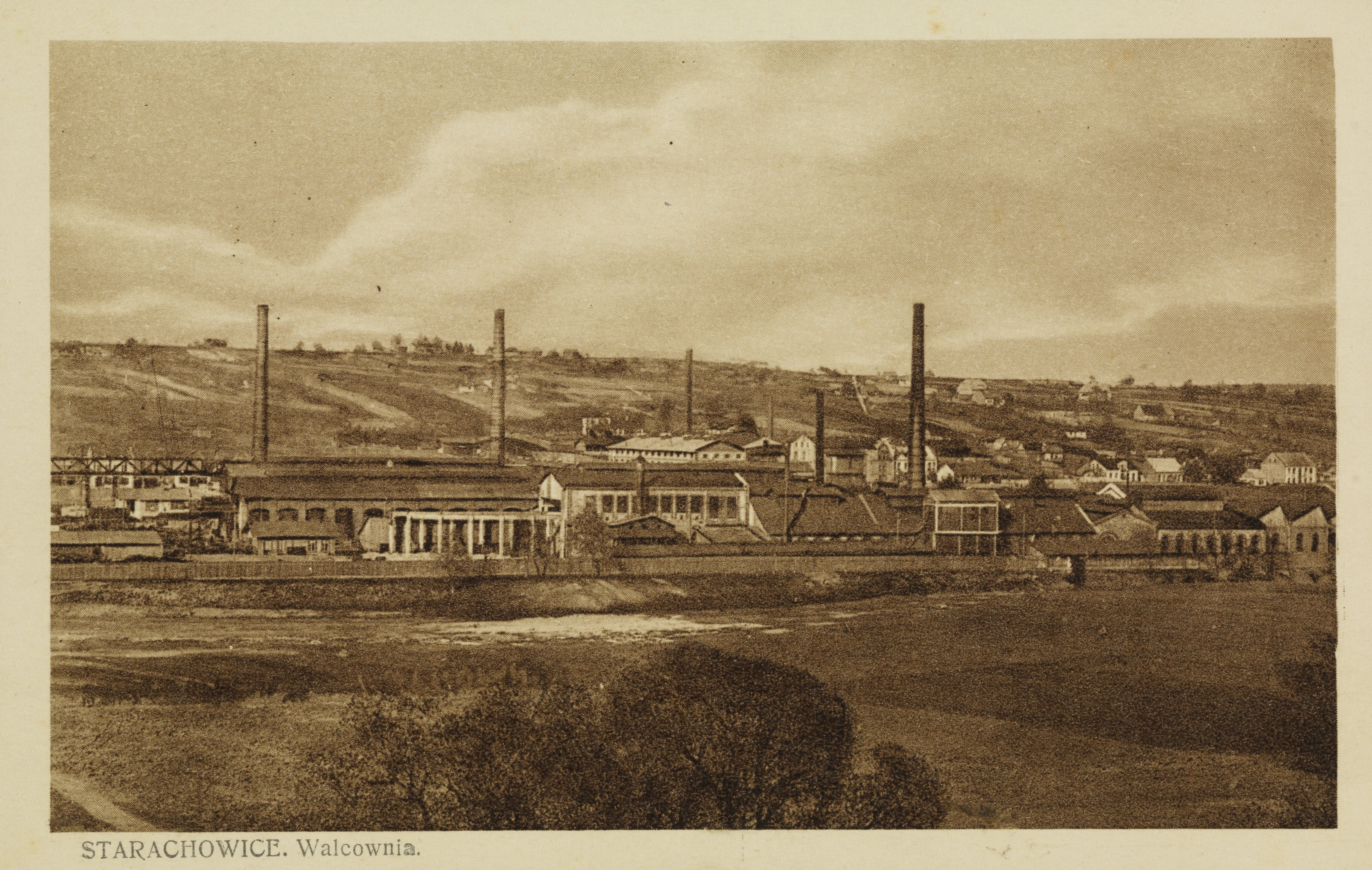
Starachowice - walcownia

Tradycje hutnicze były obecne w regionie od epoki żelaza. Bliskość złóż rud żelaza spowodowała powstanie w 1899 roku wielkiego pieca w osadzie Starachowice, który funkcjonował aż do 1968 roku. Wzdłuż doliny rzeki Kamiennej funkcjonowało kilka podobnych pieców – do obecnych czasów przetrwał tylko ten w Starachowicach, w którym mieści się Muzeum Przyrody i Techniki.
W okresie międzywojennym, w Starachowicach rozbudowano zakłady specjalizujące się w produkcji broni, głównym powodem była lokalizacja miasta – w Centralnym Okręgu Przemysłowym. W latach 1948–1991 w mieście funkcjonowała Fabryka Samochodów Ciężarowych „Star”, specjalizująca się w produkcji lekkich i średnich samochodów ciężarowych. To dzięki niej Starachowice z małej osady miejskiej stały się jednym z największych miast regionu, dając zatrudnienie większości pracujących. Fabryka w szczytowym okresie zatrudniała ponad 20 tysięcy pracowników. Lata 60. i 70. XX wieku przyniosły miastu dynamiczny rozwój i kilkukrotny przyrost liczby ludności, dzięki temu miasto było jednym z najszybciej rozwijających się w kraju. Niestety efektem oparcia całego rynku pracy na jednym zakładzie były późniejsze problemy ekonomiczne miasta.
Transformacja gospodarcza z początku lat 90. XX wieku przyniosła miastu wzrost bezrobocia, spowodowany zwolnieniami w Fabryce Samochodów Ciężarowych „STAR”. W 1999 roku głównym udziałowcem spółki STAR Trucks Sp. z o.o. został niemiecki koncern MAN AG. Obecnie w fabryce MAN Bus produkowane są kompletne autobusy miejskie MAN. Znaczną poprawę sytuacji ekonomicznej przyniosło również ulokowanie w mieście Specjalnej Strefy Ekonomicznej „Starachowice”, która obejmuje w mieście obszar 168 ha. Na początku XXI w. w mieście było duże bezrobocie. W 2004 roku w powiecie starachowickim sięgnęło aż 27%, w 2007 roku spadło do 13,9%, a w 2010 roku wynosiło 17,3%.
Głównymi pracodawcami w mieście są między innymi: MAN Bus Sp. z o.o.,PKC Group, Cersanit, Cerrad, Gerda, Perfopol, Odlewnie Polskie S.A., Animex, Walstead CE, PERFECT Sp. z o.o. i wiele innych mniejszych przedsiębiorstw.

## Transport

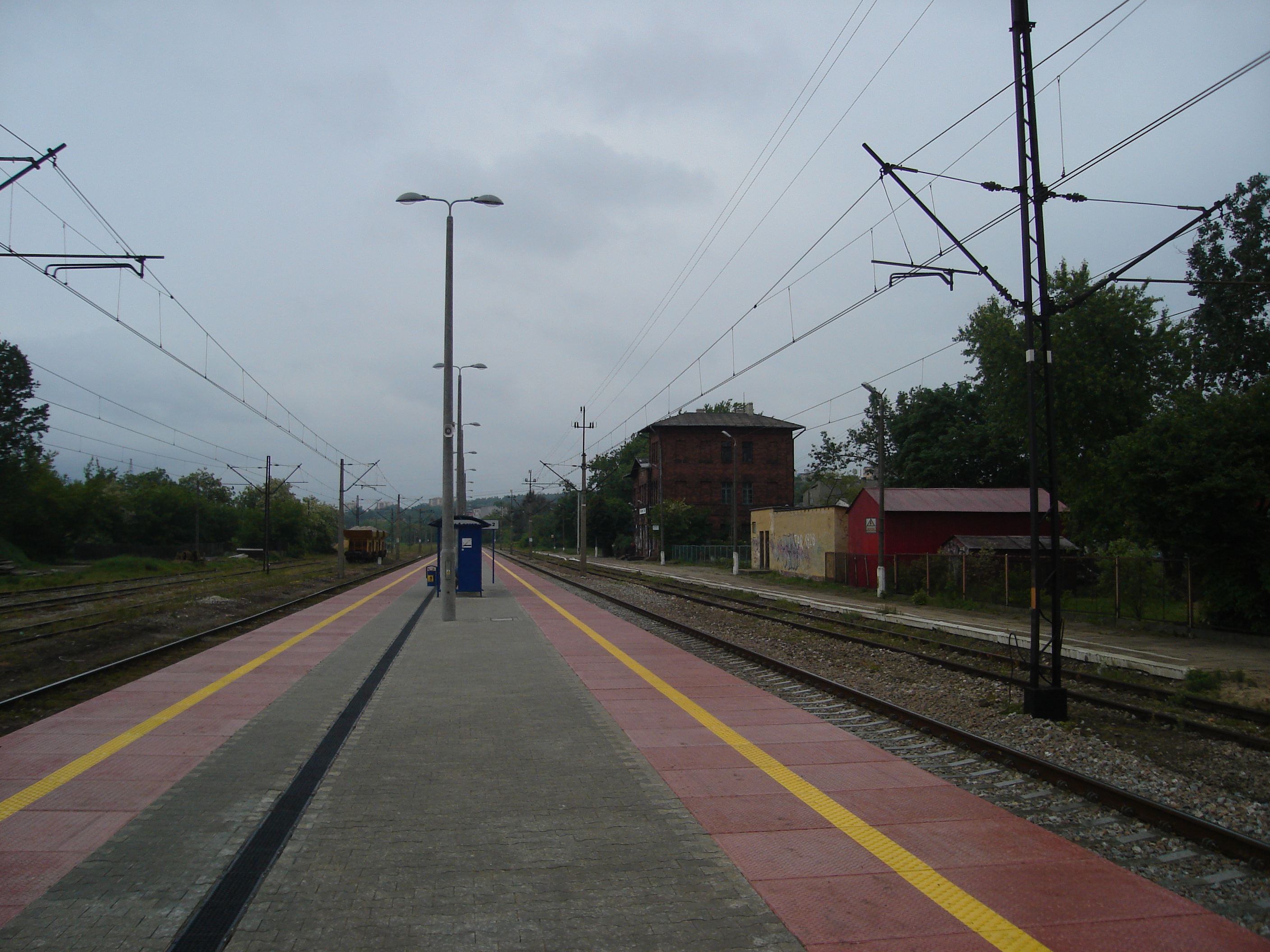
Starachowice Wschodnie

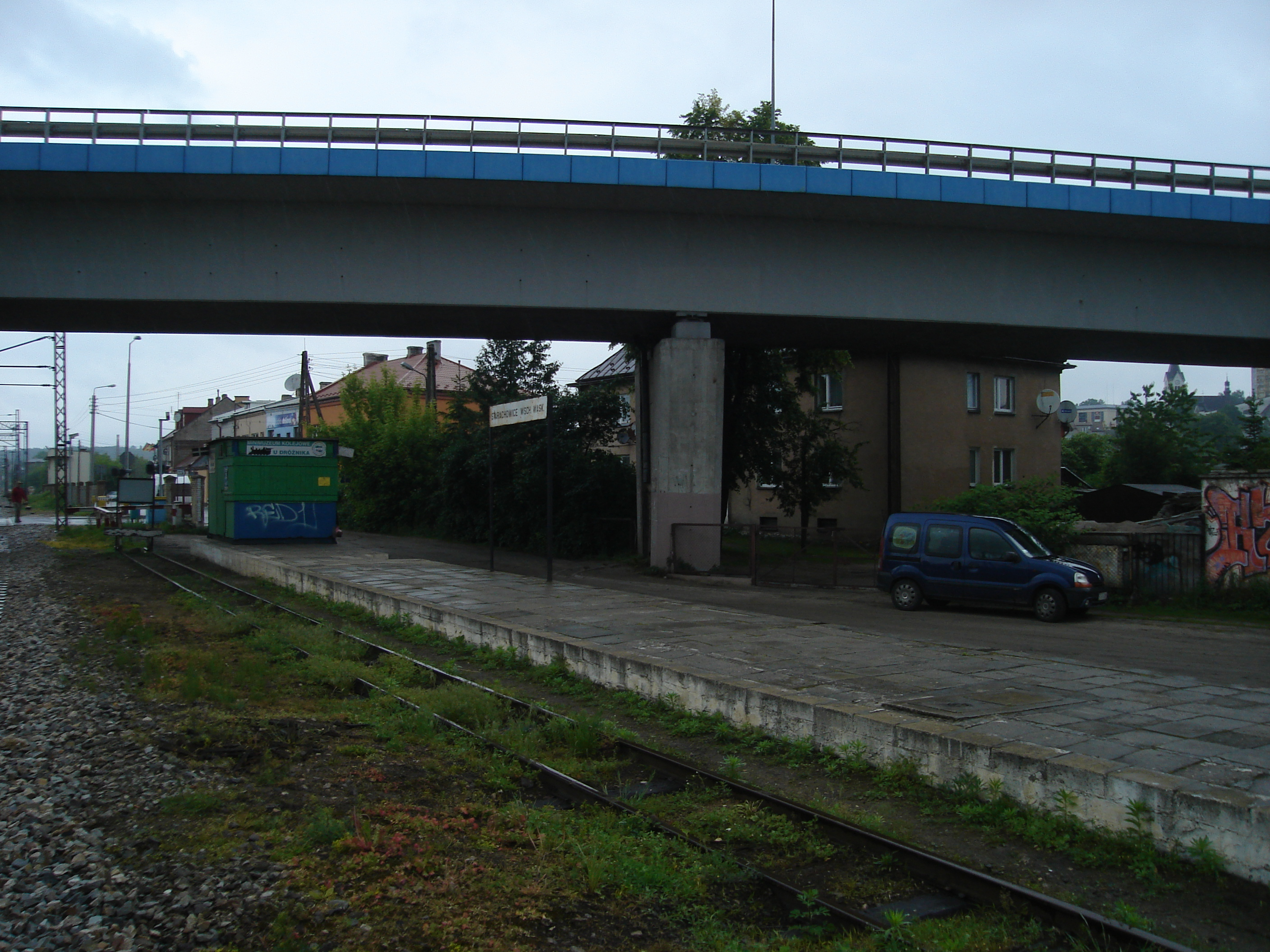
Starachowice Wschodnie Wąskotorowe na linii do Iłży i wiadukt na drodze wojewódzkiej nr 744 (miejska obwodnica)

### Transport drogowy
Starachowice leżą pomiędzy drogami krajowymi nr 7/E77 oraz 9/E371. Przez miasto równoleżnikowo przechodzi droga krajowa nr 42, do niej, południkowo dochodzą drogi wojewódzkie 744 (ul. Radomska) z północy oraz 756 z południa.
Sieć drogowa w mieście jest dobrze rozwinięta. Przełomowym momentem dla miasta było otwarcie w 2000 roku trasy północ-południe – Alei Kardynała Stefana Wyszyńskiego – przechodzącej w znacznej długości wiaduktem nad rzeką i doliną rzeki Kamiennej. Dzięki temu połączeniu znacznie skrócił się czas podróży między południem a północą miasta. Podobne połączenie planowane jest w zachodniej części miasta, co znacznie odciążyłoby bardzo uczęszczaną ul. Radomską i starą część miasta zwaną Starachowice Dolne.

### Transport publiczny

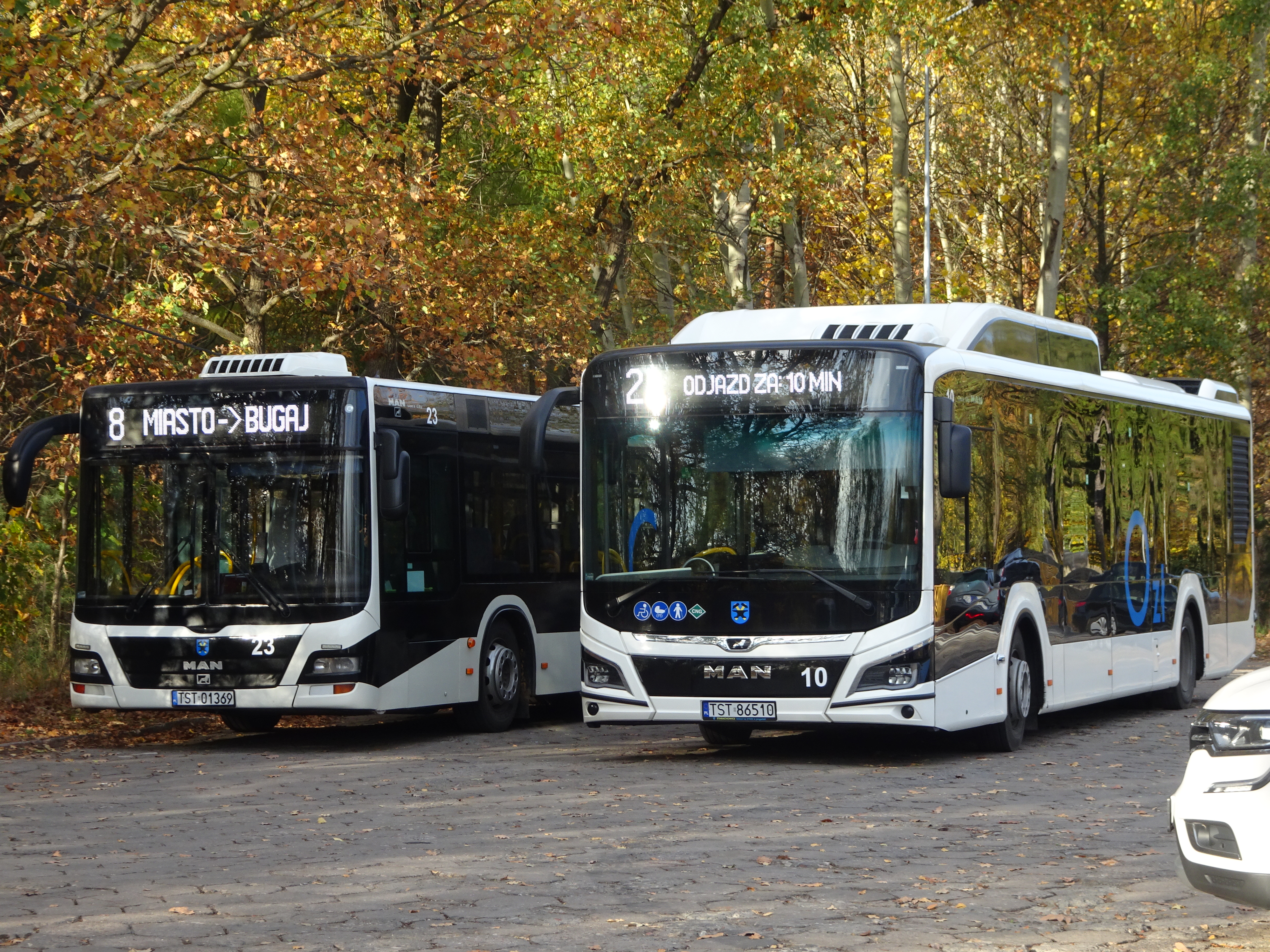
Autobusy miejskie na pętli Bugaj

W październiku 2018 roku doszło do połączenia Zakładu Energetyki Cieplnej i Miejskiego Zakładu Komunikacji. Powstał Zakład Energetyki Cieplnej Sp. z o.o. – Komunikacja Miejska w Starachowicach, który obsługuje transport miejski na 15 liniach całorocznych (w tym 3 pracownicze i jedna szkolna) i jednej sezonowej (R). Do 2017 r. przewoźnik obsługiwał też linie podmiejskie w kierunku Skarżyska-Kamiennej (Linia A), Rudnika (linia 5), Rudy (Linia 9), Wąchocka (Linia 4 i A) i Osin (Linia 24). Z powodu strat pieniędzy zarząd MZK Starachowice podjął decyzję o zaprzestaniu działalności komunikacyjnej na liniach podmiejskich. Poza tym funkcjonują również przewozy prywatne obsługujące okoliczne miejscowości, jak i oferujące połączenia z większymi miastami Polski. Do 2015 r. funkcjonował tu też lokalny oddział PKS-u (PKS Starachowice), który obsługiwał linie zarówno lokalne, jak i międzymiastowe. Od 1 kwietnia 2022 r. przejazdy komunikacją miejską dla mieszkańców miasta są bezpłatne.

#### Układ tras miejskich linii autobusowych uruchamianych przez ZEC Sp. z o.o. (stan na grudzień 2023)
| Linia | Przebieg trasy | Linia okólna | Uwagi |
| ----- | --- | ------------ | --- |
| 0     | Bugaj - Radomska - Batalionów Chłopskich - Radomska - Konstytucji 3 Maja - Partyzantów - Oświatowa - Majówka - Leśna - Kościelna - Armii Krajowej - Iłżecka - Rynek - Niska - Kolejowa - Piłsudskiego - Radomska - Batalionów Chłopskich - Radomska - Bugaj                                                               | tak          | Część kursów jest skrócona do szpitala przy ulicy Batalionów Chłopskich, inne kursy z kolei na tę ulicę w ogóle nie wjeżdżają. Przeciwległa do linii 2                                                                                        |
| 1     | Bema - Stalowa - 1 Maja - Radomska - Piłsudskiego - Kolejowa - Krótka (w drugą stronę: Niska) - Rynek - Iłżecka - Wyszyńskiego - Miodowa - św. Jana Pawła II - Moniuszki - Południowa | nie          | Linia pracownicza ogólnodostępna |
| 2     | Bugaj - Radomska - Batalionów Chłopskich - Radomska - Piłsudskiego - Kolejowa - Krótka - Rynek - Iłżecka - Armii Krajowej - Kościelna - Leśna - Majówka - Oświatowa - Partyzantów - Konstytucji 3 Maja - Radomska - Batalionów Chłopskich - Radomska - Bugaj                                                              | tak          | Część kursów jest skrócona do szpitala przy ulicy Batalionów Chłopskich, inne kursy z kolei na tę ulicę w ogóle nie wjeżdżają. Przeciwległa do linii 0                                                                                        |
| 3     | Bugaj - Radomska - Batalionów Chłopskich - Radomska - Hutnicza - Radomska - Niepodległości - Miodowa - 6 Września - Moniuszki - św. Jana Pawła II - Miodowa - Wyszyńskiego - Armii Krajowej - Oświatowa - Partyzantów - Konstytucji 3 Maja - Radomska - Batalionów Chłopskich - Radomska - Bugaj                          | tak          | Część kursów jest skrócona do szpitala przy ulicy Batalionów Chłopskich, inne kursy z kolei na tę ulicę w ogóle nie wjeżdżają. Przeciwległa do linii 8                                                                                        |
| 5     | Bugaj - Radomska - Batalionów Chłopskich - Radomska - Kaczyńskiej - Bankowa - Armii Krajowej - Targowa - Benedyktyńska - Ostrowiecka - Michałów - (granica gminy Starachowice) - Kuczów - Dziurów | nie          | Jedyna linia opuszczająca granice Starachowic. W niedziele i święta wszystkie kursy są skrócone do pętli Michałów. Kilka kursów dziennie zawiera wjazd kieszeniowy na ulicę Składową, przy której znajdują się Urząd Skarbowy i zalew Piachy. |
| 7     | Bema - Stalowa - 1 Maja - Radomska - Konstytucji 3 Maja - Partyzantów - Oświatowa - Majówka - Leśna - Kościelna - Armii Krajowej - Wyszyńskiego - Miodowa - św. Jana Pawła II - Moniuszki - Południowa | nie          | Jeden z kursów porannych w kierunku Południowej zamiast ulicami Konstytucji 3 Maja i Partyzantów realizuje kurs przez ulicę Szkolną. |
| 8     | Bugaj - Radomska - Batalionów Chłopskich - Radomska - Konstytucji 3 Maja - Partyzantów - Oświatowa - Armii Krajowej - Wyszyńskiego - Miodowa - św. Jana Pawła II - Moniuszki - 6 Września - Miodowa - Niepodległości - Radomska - Hutnicza - Radomska - Batalionów Chłopskich - Radomska - Bugaj                          | tak          | Część kursów jest skrócona do szpitala przy ulicy Batalionów Chłopskich, inne kursy z kolei na tę ulicę w ogóle nie wjeżdżają. Przeciwległa do linii 3                                                                                        |
| 10    | Południowa - Moniuszki - św. Jana Pawła II - Miodowa - Wyszyńskiego - Iłżecka - Krańcowa (w drugą stronę: Długa) | nie          | Linia pracownicza ogólnodostępna |
| 15    | Nowowiejska - Moniuszki - Południowa - Żytnia - Smugowa - Miodowa - Niepodległości - Benedyktyńska - Targowa - Armii Krajowej - Konstytucji 3 Maja - Radomska - Hutnicza - Radomska - Kielecka - Kielecka Grobla | nie          | Część kursów jest skrócona do Dworca Zachodniego |
| 16    | Nowowiejska - Moniuszki - św. Jana Pawła II - Miodowa - Wyszyńskiego - Armii Krajowej - Kopalniana - Majówka - Oświatowa - Batalionów Chłopskich - Radomska - Konstytucji 3 Maja - Partyzantów - Oświatowa - Majówka - Kopalniana - Armii Krajowej - Wyszyńskiego - Miodowa - św. Jana Pawła II - Moniuszki - Nowowiejska | tak          | Ostatni kurs od ulicy Batalionów Chłopskich zjeżdża z trasy na ulicę Radomską w stronę zajezdni na Bugaju. |
| 19    | Bugaj - Radomska - Batalionów Chłopskich - Radomska - Konstytucji 3 Maja - Partyzantów - Oświatowa - Armii Krajowej - Iłżecka - Krańcowa - Długa - Iłżecka - Armii Krajowej - Oświatowa - Partyzantów - Konstytucji 3 Maja - Radomska - Batalionów Chłopskich - Radomska - Bugaj                                          | tak          | 1 listopada każdego roku zamiast ulicą Krańcową jeździ ulicą Polną |
| 20    | Bugaj - Radomska - 1 Maja - Stalowa - Bema | nie          | Linia wyjazdowa z zajezdni |
| 21    | Bema - Stalowa - 1 Maja - Radomska - Konstytucji 3 Maja - Partyzantów - Oświatowa - Majówka - Kopalniana - Armii Krajowej - Iłżecka - Zgodna - Boczna - Zgodna - Warszawka | nie          | Część kursów jest skrócona do ulicy Bocznej. |
| 22    | Bugaj - Radomska - Batalionów Chłopskich - Radomska - Hutnicza - Radomska - Moniuszki - św. Jana Pawła II - Miodowa - Wyszyńskiego - Armii Krajowej - Oświatowa - Partyzantów - Konstytucji 3 Maja - Radomska - Batalionów Chłopskich - Radomska - Bugaj                                                                  | tak          | Wydzielona z linii 3 po oddaniu do użytku ulicy Moniuszki w nowym śladzie pomiędzy ulicami Nowowiejską i 6 Września a ulicami Kielecką i Niepodległości (DK42) Przeciwległa do linii 23                                                       |
| 23    | Bugaj - Radomska - Batalionów Chłopskich - Radomska - Konstytucji 3 Maja - Partyzantów - Oświatowa - Armii Krajowej - Wyszyńskiego - Miodowa - św. Jana Pawła II - Moniuszki - Radomska - Hutnicza - Radomska - Batalionów Chłopskich - Radomska - Bugaj                                                                  | tak          | Wydzielona z linii 8 po oddaniu do użytku ulicy Moniuszki w nowym śladzie pomiędzy ulicami Nowowiejską i 6 Września a ulicami Kielecką i Niepodległości (DK42) Przeciwległa do linii 22                                                       |
| 29    | Bema - Stalowa - 1 Maja - Radomska - Konstytucji 3 Maja - Partyzantów - Oświatowa - Majówka - Leśna - Kościelna - Armii Krajowej - Iłżecka - Krańcowa (w drugą stronę: Długa) | nie          | Linia pracownicza ogólnodostępna |
| S     | Południowa - Moniuszki - św. Jana Pawła II - Miodowa - Wyszyńskiego - Armii Krajowej - Kopalniana - Majówka - Oświatowa - Szkolna - Radomska - Batalionów Chłopskich - Radomska - Bugaj | nie          | Linia realizowana tylko w jednym kierunku, szkolna. Realizowane są 3 kursy, z których każdy jest uruchamiany pomiędzy godzinami 7:00 a 8:00 i zapewnia dojazd do większości funkcjonujących szkół w mieście.                                  |

Dawne linie obsługiwane przez MZK Starachowice
| Linia | Przebieg trasy | Uwagi                                                                                 |
| ----- | --- | ------------------------------------------------------------------------------------- |
| 4     | Wąchock - Wygoda - Kielecka - Pasternik - Starachowice Zach. - Radomska - Bugaj                                                                                            | Linia wykonywana tylko w dni nauki szkolnej.                                          |
| 5     | Rudnik - Krynki - Styków - Kuczów - Michałów - Ostrowiecka - 17go Stycznia - Targowa - Armii Krajowej - Radomska - Bugaj                                                   | Linia nadal funkcjonuje skrócona do pętli Dziurów.                                    |
| 9     | Ruda - Brody - Młynek - Lubienia - Henryk - Krańcowa - Długa - Targowa - Piłsudzkiego - Starachowice Zach. - 1go Maja -Stalowa - Bema                                      | Linia wykonywana tylko w dni nauki szkolnej.                                          |
| 24    | Osiny - Trębowiec - Mirzec - Tychów Stary - Radomska - Starachowice Zach. - Dworzec Zachodni                                                                               | Jedyna linia wykonywana do gminy Mirzec. Linia wykonywana tylko w dni nauki szkolnej. |
| 26    | Lipie Podłaziska - Leśna - Kopalniana - Armii Krajowej - Konstytucji 3go Maja - Dworzec Zachodni                                                                           | Linia wykonywana tylko w dni nauki szkolnej.                                          |
| A     | Skarżysko Kamienna - Dworzec PKP - Parszów - Wielka wieś - Wąchock - Wygoda - Kielecka - Pasternik - Starachowice. Zach. - Konstytucji 3go Maja - Partyzantów - Kopalniana | Jedyna linia podmiejska wykonywana cały rok.                                          |

### Transport kolejowy
Przez miasto przebiega również linia kolejowa nr 25, wzdłuż której przebiegu funkcjonują przystanki Starachowice i Starachowice Michałów oraz stacja Starachowice Wschodnie. Obecnie (stan na czerwiec 2020) funkcjonują tu całoroczne połączenia regionalne z Ostrowca Św. do Kielc i Krakowa oraz dalekobieżne (jako TLK) z Przemyśla do Warszawy i Bydgoszczy. W weekendy sezonu letniego funkcjonuje tu też przyspieszony pociąg regionalny z Kielc do Sandomierza.
W przeszłości w Starachowicach funkcjonowała sieć kolei wąskotorowych wykorzystywanych głównie w celach przemysłowych. Większość linii rozebrano, do lat 90. XX wieku funkcjonowała także pasażerska linia na trasie Starachowice Wschodnie Wąskotorowe – Iłża. W 2004 roku kolejkę reaktywowano na odcinku Starachowice Wschodnie Wąskotorowe – Lipie. Kolejka obecnie funkcjonuje w niedziele sezonu wiosenno-letniego. W planach jest odbudowa rozkradzionego odcinka Lipie – Marcule w celu połączenia trasy z działającym odcinkiem Marcule – Iłża.

### Transport lotniczy
W 2009 otworzono sanitarne lądowisko – heliport przy ul. Radomskiej 70.

## Turystyka i rekreacja

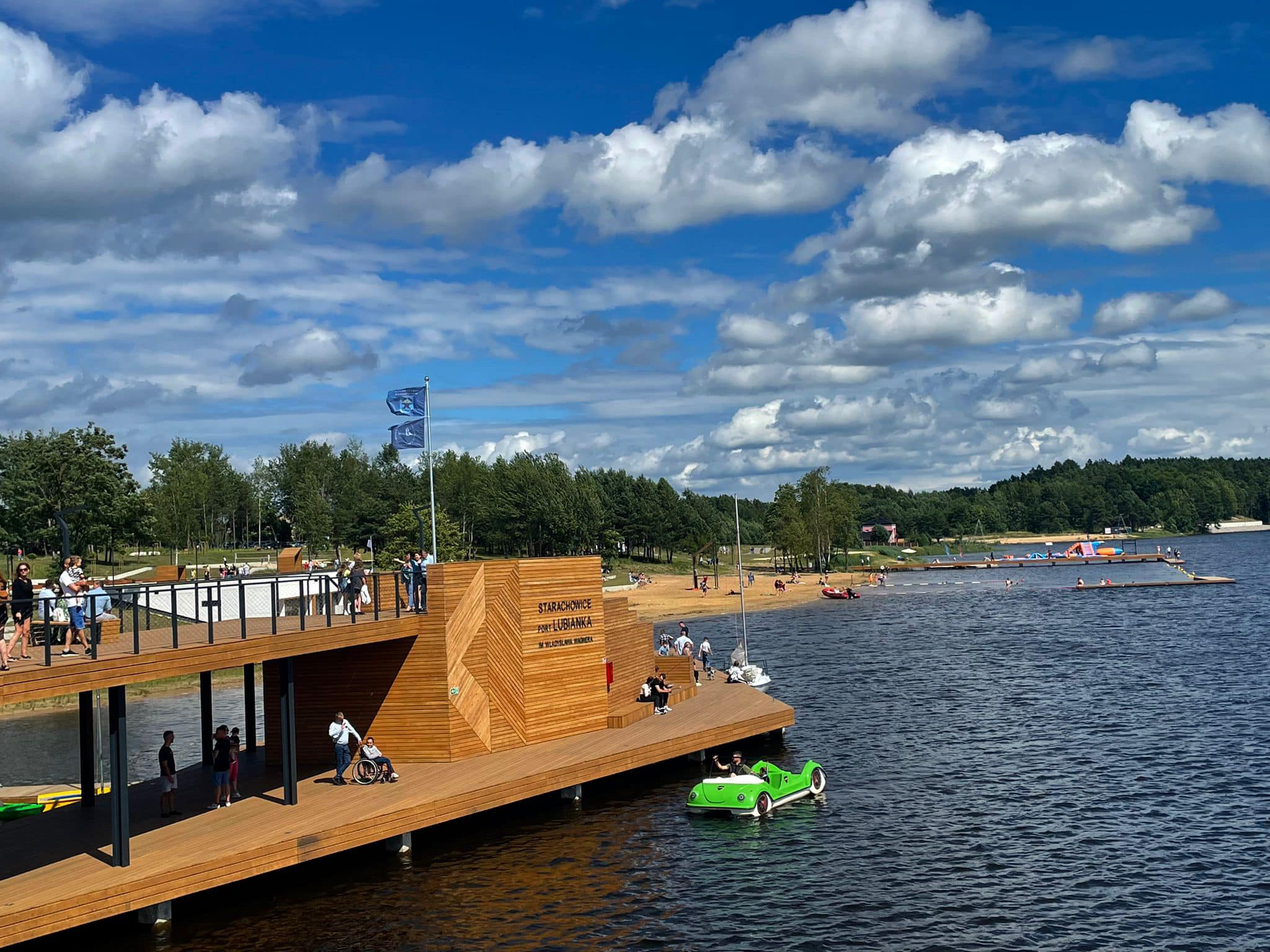
Zalew Lubianka - port

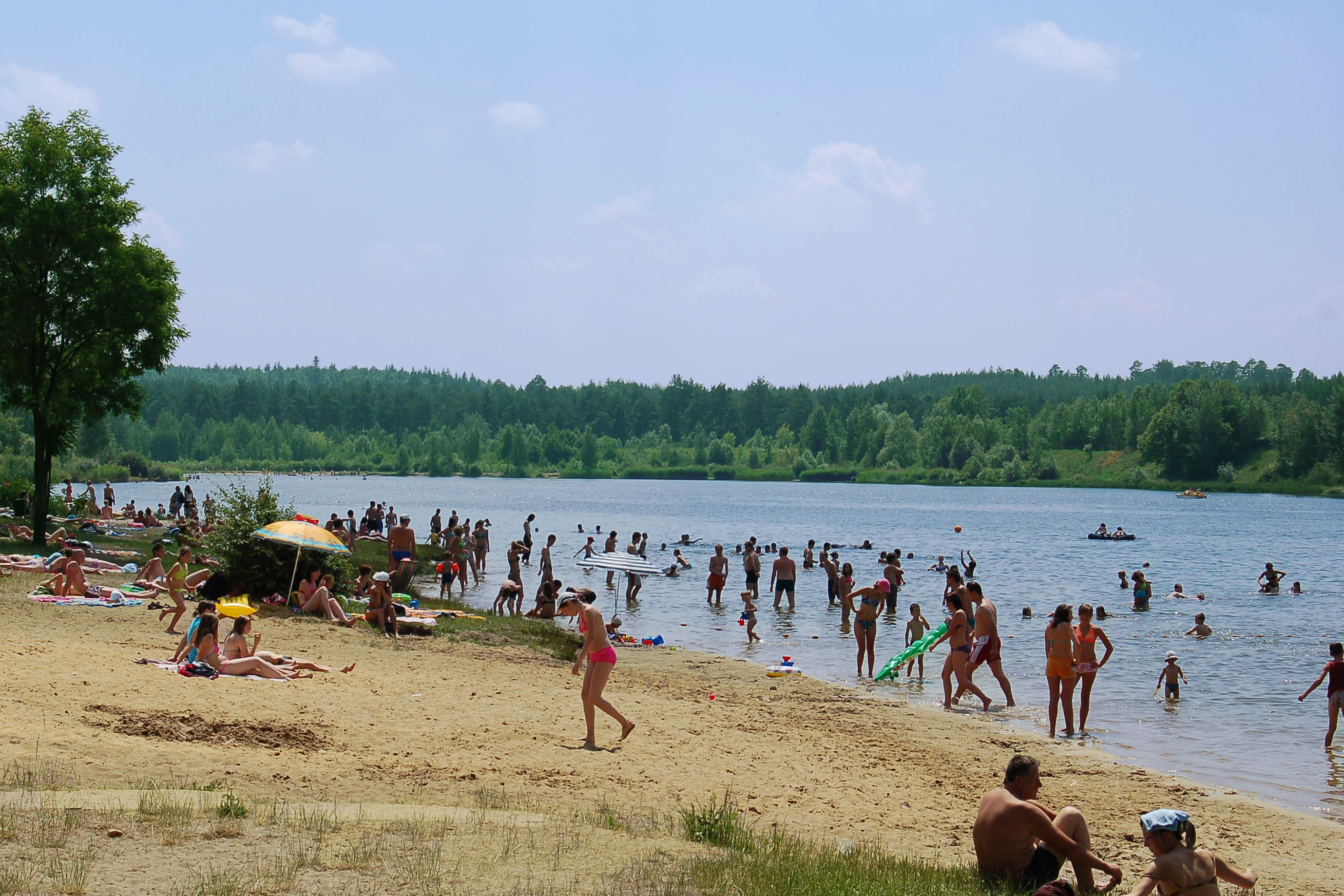
Kąpielisko Piachy

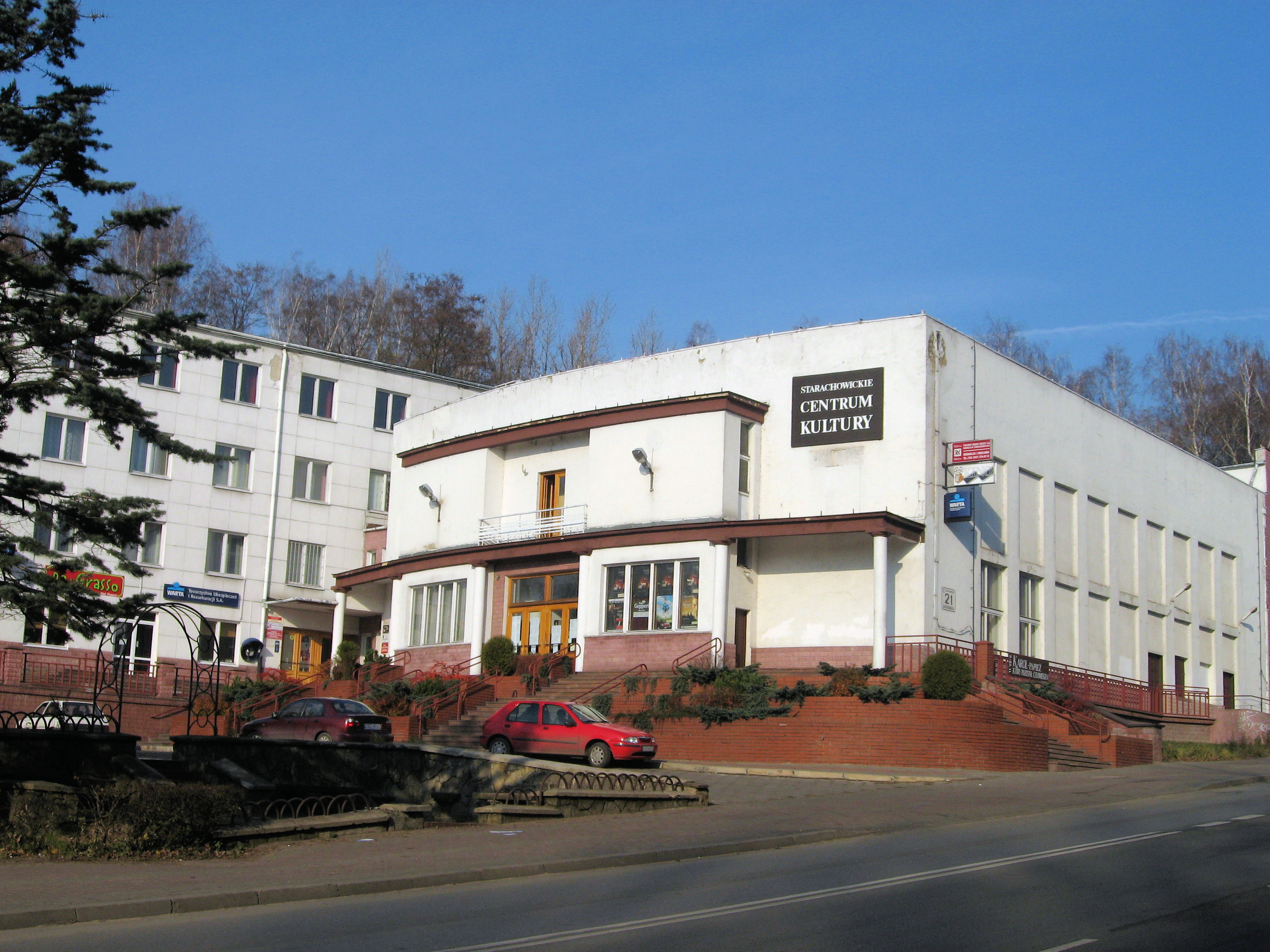
Starachowickie Centrum Kultury

Starachowice są punktem początkowym:
- zielonego szlaku turystycznego prowadzącego do Łącznej,
- żółtego szlaku turystycznego prowadzącego do Iłży,
- czarnego szlaku turystycznego prowadzącego na Wykus,
- czerwonego szlaku rowerowego prowadzącego do Wąchocka,
- żółtego szlaku rowerowego „Leśne dukty”

Przez Starachowice przechodzi:
- czerwony szlak turystyczny prowadzący ze Skarżyska-Kamiennej do Kałkowa.
- czarny szlak rowerowy prowadzący ze Świętomarzy do Iłży.
- niebieski szlak rowerowy prowadzący ze Skarżyska-Kamiennej do Ostrowca Świętokrzyskiego

Na terenie miasta znajdują się trzy zbiorniki wodne:
- zbiornik wodny „Pasternik” (podzielony groblą na dwie części: rekreacyjną i ujęciową)
- kąpielisko „Zalew Lubianka”
- kąpielisko „Piachy”

## Zabytki

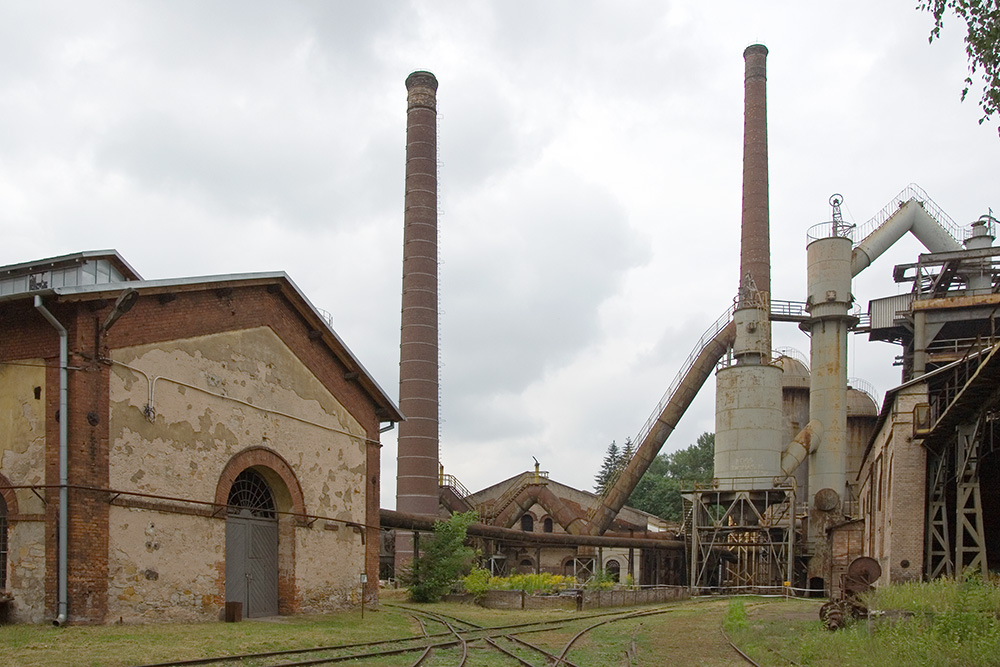
Zespół zakładu wielkopiecowego, obecnie Muzeum Przyrody i Techniki w Starachowicach im. Jana Pazdura

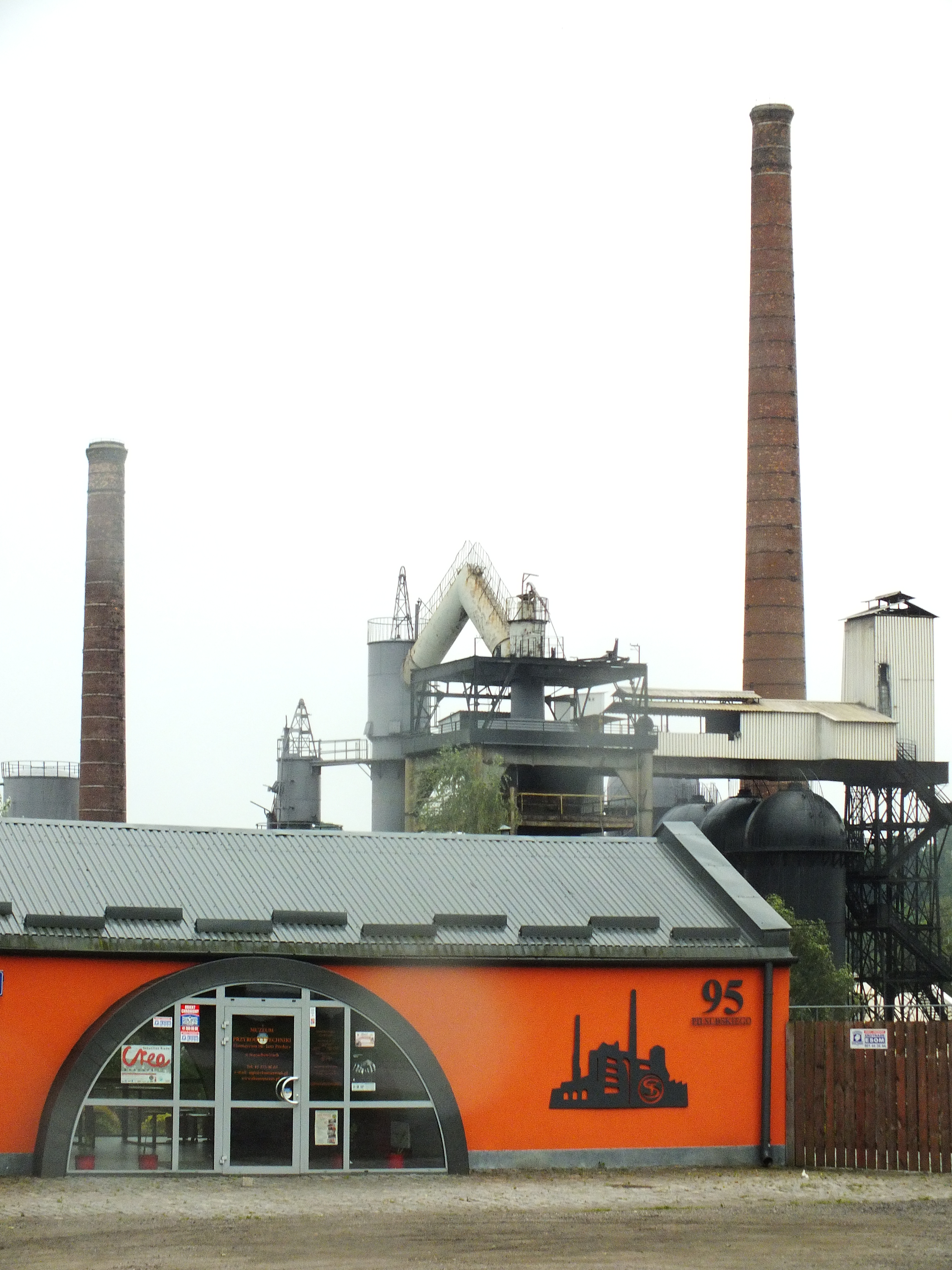
Zabytkowy wielki piec

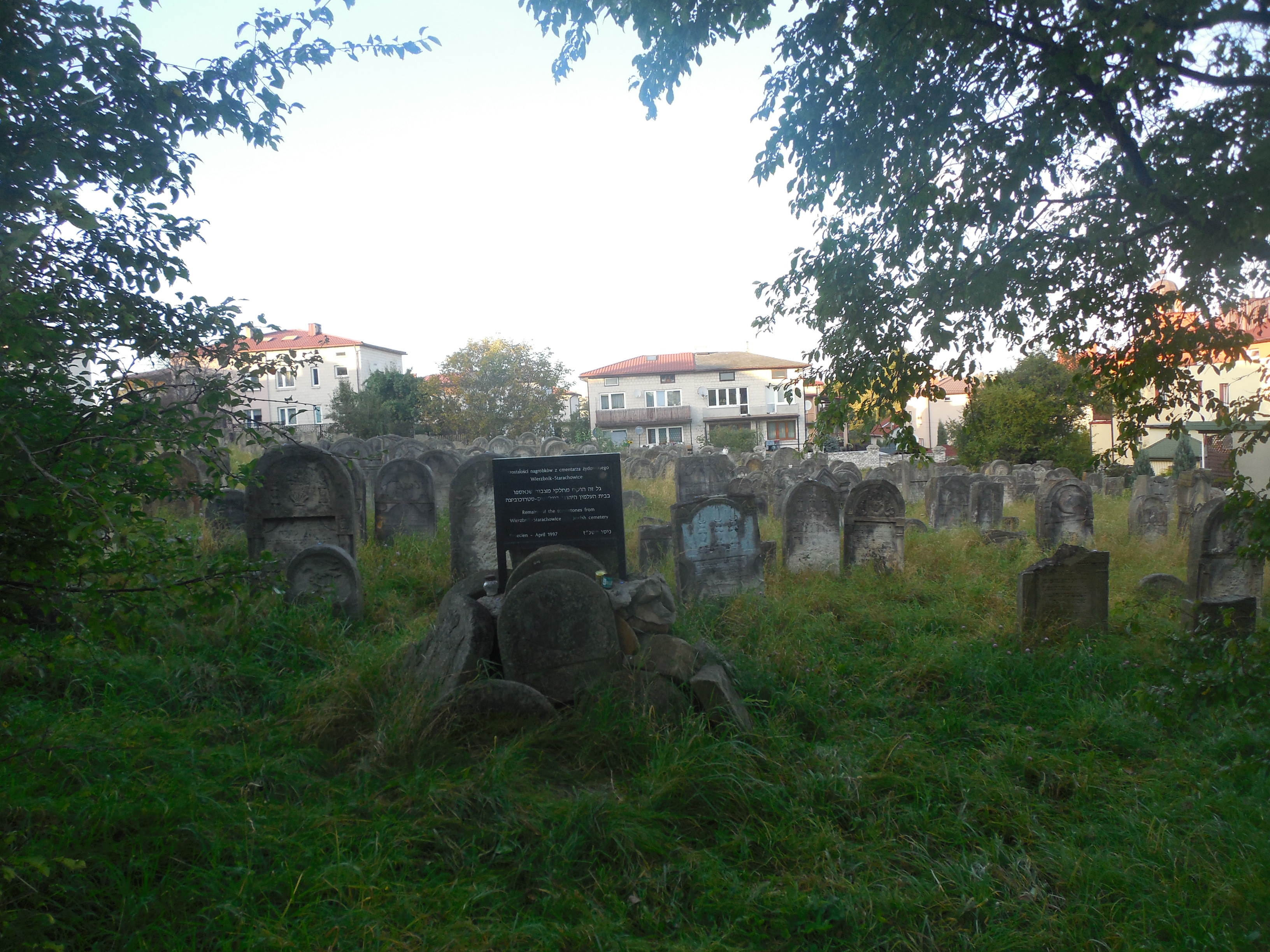
Cmentarz żydowski

- zespół zakładu wielkopiecowego z XIX w.
  - wielki piec wraz z halą spustową
  - hala dawnej maszynowni, ob. łaźnia
  - dwie hale odlewnicze, ob. cegielnia
  - dmuchawa parowa
  - kotłownia
  - dawny budynek administracyjny
  - kanał górny i dolny

Dzisiejszy krajobraz założenia staszicowskiego „ciągłych fabryk żelaza na rzece Kamiennej” tworzą pozostałości klasycystycznych budowli: hala lejnicza aranżowana na cele wystawiennicze, maszynownia z warsztatami artystycznymi oraz tarasowe założenie hutnicze i obiekty układu hydrotechnicznego z podziemnym sklepionym kanałem wodnym o długości 240 m.
Wielki piec z XIX w. – najstarsze budynki z ok. 1840 r., większość obiektów technicznych z okresu gruntownej przebudowy, ukończonej w 1899. W ruinie znajduje się jeden z najstarszych budynków dawnej dyrekcji huty; całość zakładu metalurgicznego i towarzyszące mu urządzenia techniczne: wieża wyciągowa, nagrzewnice powietrza, odpylniki gazu wielkopiecowego, kotłownia oraz zasługująca na szczególną uwagę maszyna parowa – eksponat Powszechnej Wystawy Światowej w Paryżu 1889 r., tworzą jedyny zachowany w Europie kompletny hutniczy ciąg technologiczny.
Zespół zakładu wielkopiecowego został wpisany do rejestru zabytków nieruchomych (nr rej.: A.823/1-17 z 12.02.1966 i z 29.06.2011).
- Budynek administracyjny dozorcy hutniczego wybudowany w latach 1836–1842 (obecnie Muzeum Regionalne PTTK oraz siedziba i schronisko PTTK); (nr rej.: A.824 z 13.03.1997)[31].
- Budynek mieszkalny z ok. 1840 r. przy ul. Sportowej, należący niegdyś do osiedla fabrycznego przy zakładzie wielkopiecowym.
- Kościół pw. Świętej Trójcy, wzniesiony w 1681 r., gruntownie przebudowany w końcu XIX w.; (nr rej.: A.826 z 24.01.1957 i z 11.02.1967)[31].
- Starachowicka Kolej Dojazdowa (Wąskotorowa) – wszystkie tory, rozjazdy i przepusty; (nr rej.: A.827 z 14.02.1995)[31].
- Budynek dawnej poczty przy ul. Spółdzielczej z 2 poł. XIX w. Był to pierwszy, poza kościołem, murowany budynek w dawnym mieście Wierzbnik
- Cmentarz żydowski, jeden z największych w regionie, powstał pod koniec XIX wieku i funkcjonował do 1946 roku; (nr rej.: A.822 z 2.03.1991)[31].
- Cmentarz katolicki przy ul. Iłżeckiej, założony ok. 1860, zachowało się około 30 nagrobków z XIX w., m.in. Józefa Szaybo, zarządcy zakładu metalurgicznego w Brodach Iłżeckich, oficera w powstaniu styczniowym 1863.
- Urządzenia hydrotechniczne – tama i przepust z II połowy XIX w. w dzielnicy Michałów (nr rej.: A.825 z 6.09.1971)[31].
- Zwarty zespół zabudowy mieszkalnej i usługowej z okresu międzywojennego, obejmujący dom dyrektora zakładów zbrojeniowych (obecnie przedszkole), budynek nadleśnictwa obecnie w użytkowaniu Związku Harcerstwa Polskiego, dom kultury, kolonię urzędniczą i kolonię robotniczą. Cenny drewniany kościół pw. Wszystkich Świętych spłonął w latach 80. XX w. Z kościoła ocalały malowane temperą na desce obrazy autorstwa Zofii Baudoin de Courtenay.

## Podział administracyjny, części miasta
| Nazwa                 | Simc    | Położenie geograficzne                    |
| --------------------- | ------- | ----------------------------------------- |
| Bugaj                 | 0947975 | 51°04′09″N 21°03′55″E/51,069167 21,065278 |
| Cyganów               | 0947981 | 51°00′56″N 21°04′57″E/51,015556 21,082500 |
| Kolonijki             | 0948035 | 51°01′40″N 21°03′43″E/51,027778 21,061944 |
| Kornatka              | 0948041 | 51°01′16″N 21°05′34″E/51,021111 21,092778 |
| Łazy                  | 0948101 | 51°02′10″N 21°06′19″E/51,036111 21,105278 |
| Majówka               | 0948118 | 51°03′10″N 21°04′46″E/51,052778 21,079444 |
| Michałów Dolny        | 0948147 | 51°00′37″N 21°05′44″E/51,010278 21,095556 |
| Michałów Górny        | 0948160 | 51°01′02″N 21°07′01″E/51,017222 21,116944 |
| Orłowo                | 0948199 | 51°03′46″N 21°02′46″E/51,062778 21,046111 |
| Starachowice miasto   | 0947930 | 51°03′12″N 21°04′13″E/51,053333 21,070278 |
| Wanacja               | 0948259 | 51°02′13″N 21°04′16″E/51,036944 21,071111 |
| Wierzbnik             | 0948265 | 51°02′35″N 21°04′56″E/51,043056 21,082222 |
| Brazylia              | 0947952 | 51°01′55″N 21°05′35″E/51,031944 21,093056 |
| Budy                  | 0947969 | 51°02′50″N 21°05′06″E/51,047222 21,085000 |
| Gajówka Kolonijki     | 0948006 | 51°01′32″N 21°02′40″E/51,025556 21,044444 |
| Gajówka Krzyżowa Wola | 0948012 | 51°02′24″N 21°02′45″E/51,040000 21,045833 |
| Górniki               | 0948029 | 51°02′46″N 21°02′16″E/51,046111 21,037778 |
| Lubianki              | 0948093 | 51°02′00″N 21°03′23″E/51,033333 21,056389 |
| Maziary               | 0948124 | 51°02′54″N 21°02′50″E/51,048333 21,047222 |
| Michałów Fabryczny    | 0948153 | 51°01′23″N 21°04′57″E/51,023056 21,082500 |
| Michałów Miejski      | 0948182 | 51°00′23″N 21°06′12″E/51,006389 21,103333 |
| Pasternik             | 0948207 | 51°03′16″N 21°03′11″E/51,054444 21,053056 |
| Pastwiska             | 0948213 | 51°02′13″N 21°03′04″E/51,036944 21,051111 |
| Przy Szosie           | 0948220 | 51°01′22″N 21°04′33″E/51,022778 21,075833 |
| Skałka                | 0948236 | 51°02′59″N 21°05′20″E/51,049722 21,088889 |
| Starachowice Górne    | 0948242 | 51°03′18″N 21°05′06″E/51,055000 21,085000 |
| Abisynia              | 0947946 | 51°01′39″N 21°04′46″E/51,027500 21,079444 |
| Działki               | 0947998 | 51°04′10″N 21°04′25″E/51,069444 21,073611 |
| Krzyżowa Wola         | 0948058 | 51°02′34″N 21°02′51″E/51,042778 21,047500 |
| Leśniczówka Wanacja   | 0948087 | 51°01′31″N 21°04′05″E/51,025278 21,068056 |
| Leśniczówka Lipie     | 0948064 | 51°02′38″N 21°06′50″E/51,043889 21,113889 |
| Leśniczówka Michałów  | 0948070 | 51°01′30″N 21°04′33″E/51,025000 21,075833 |
| Michałów-Bloki        | 0948130 | 51°00′32″N 21°05′55″E/51,008889 21,098611 |
| Michałów-Lecznica     | 0948176 | 51°00′48″N 21°04′58″E/51,013333 21,082778 |

| Nazwa               | Simc | Położenie geograficzne                    |
| ------------------- | ---- | ----------------------------------------- |
| Hahotówka           |      | 51°01′37″N 21°02′19″E/51,026944 21,038611 |
| Kozi Ogon           |      | 51°01′30″N 21°02′41″E/51,025000 21,044722 |
| Osiedle Las         |      | 51°03′18″N 21°04′56″E/51,055000 21,082222 |
| Mięszata            |      | 51°04′05″N 21°02′31″E/51,068056 21,041944 |
| Niwka               |      | 51°04′04″N 21°02′52″E/51,067778 21,047778 |
| Osiedle Partyzantów |      | 51°03′24″N 21°04′47″E/51,056667 21,079722 |
| Osiedle Wierzbnik   |      | 51°02′44″N 21°05′18″E/51,045556 21,088333 |

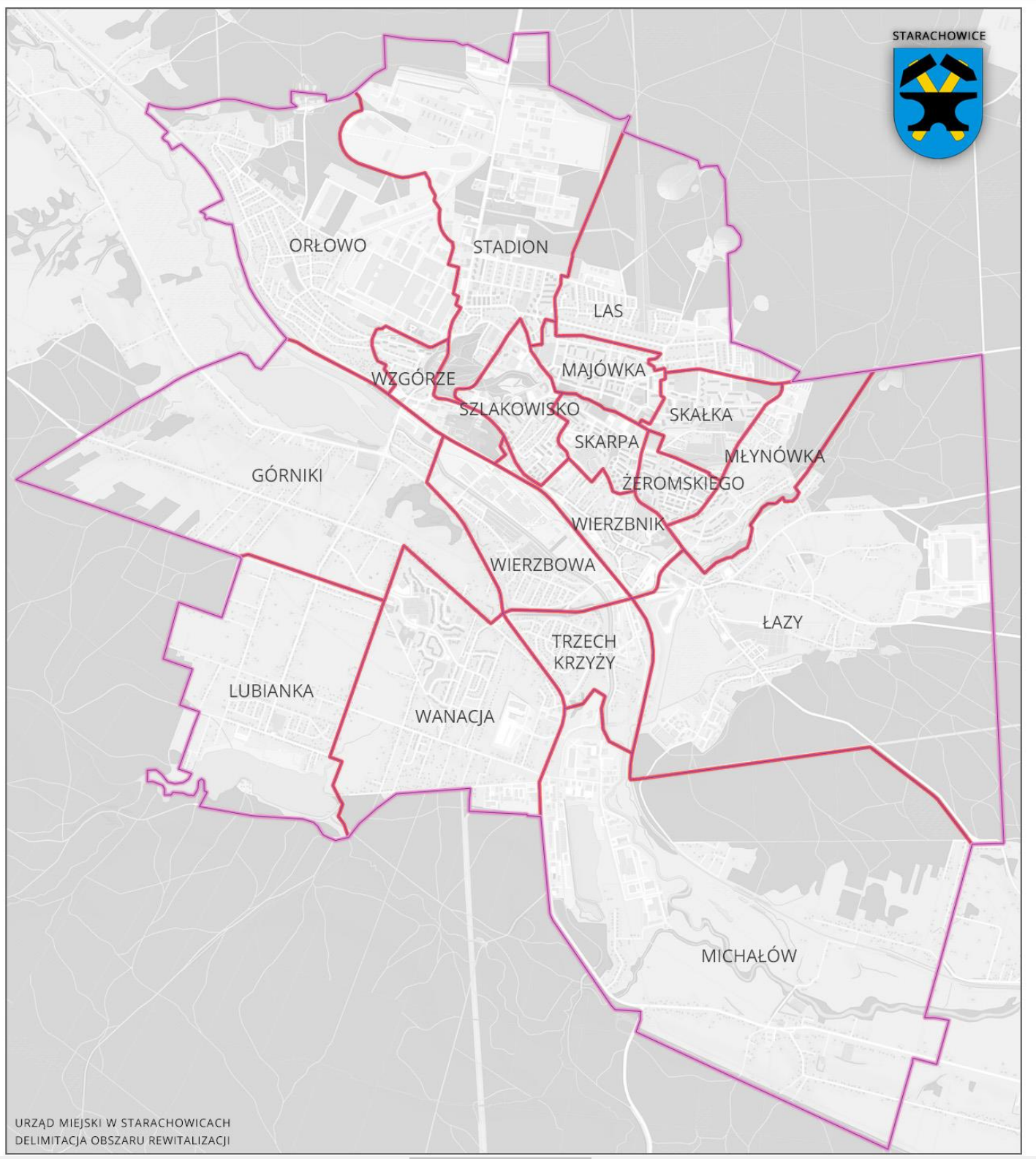
Podział administracyjny Starachowic na 18 osiedli

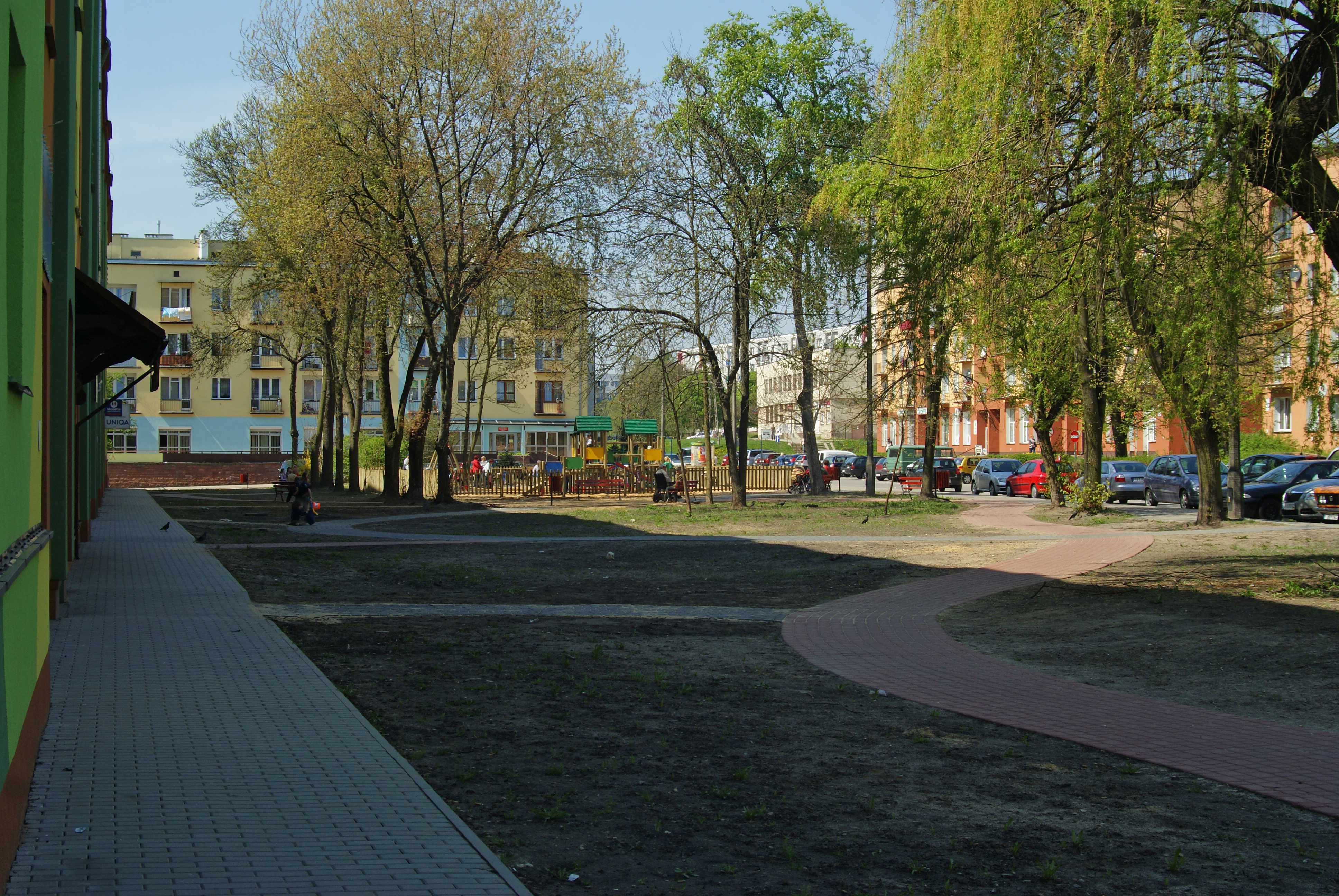
Osiedle Żeromskiego

Starachowice dzielą się na 18 osiedli:
| Północna część miasta - Las - Majówka - Młynówka - Orłowo (os. Orłowo, Mieszała i Niwka) – historyczna wieś Kopalnia Herkules - Skałka - Stadion (os. Stadion i Bugaj) - Skarpa - Szlakowisko - Wierzbnik (Stare Miasto) Lenartów Most, Florencja - Wzgórze - Żeromskiego | Południowa część miasta - Górniki (Krzyżowa Wola) - Lubianka (os. Lubianka i Hohołówka) - Łazy - Michałów (os. Michałów Miejski, Michałów Wiejski i Cyganów) - Trzech Krzyży - Wanacja (z osiedlem Południe) - Wierzbowa |

## Edukacja
- Szkoły podstawowe
  - Szkoła Podstawowa nr 1 im. Jana Kochanowskiego
  - Szkoła Podstawowa nr 2 im. Jana Pawła II
  - Szkoła Podstawowa nr 6 im. Obrońców Westerplatte
  - Szkoła Podstawowa nr 9 im. Partyzantów Ziemi Kieleckiej
  - Szkoła Podstawowa nr 10 z Oddziałami Integracyjnymi im. Szarych Szeregów
  - Szkoła Podstawowa nr 11 im. mjr. Jana Piwnika
  - Szkoła Podstawowa nr 12 im. Mikołaja Kopernika
  - Szkoła Podstawowa nr 13 im. Kornela Makuszyńskiego
  - Społeczna Szkoła Podstawowa STO

- Szkoły ponadpodstawowe
  - I Liceum Ogólnokształcące im. Tadeusza Kościuszki
  - II Liceum Ogólnokształcące im. Stanisława Staszica
  - III Liceum Ogólnokształcące im. Krzysztofa Kamila Baczyńskiego
  - Społeczne Liceum Ogólnokształcące
  - Zespół Szkół Zawodowych nr 1 im. mjr. H. Dobrzańskiego „Hubala”
  - Zespół Szkół Zawodowych nr 2
  - Zespół Szkół Zawodowych nr 3
  - ZDZ Centrum Kształcenia Zawodowego

- Szkoły wyższe
  - Powszechna Wyższa Szkoła Humanistyczna “POMERANIA” w Chojnicach, Wydział Zamiejscowy w Starachowicach[34]

- Gimnazja (zlikwidowane reformą systemu oświaty)
  - Gimnazjum nr 1 im. Antoniego Hedy
  - Gimnazjum nr 2 im. Stefana Żeromskiego
  - Gimnazjum nr 3 im. Henryka Sienkiewicza
  - Gimnazjum nr 4 im. Polskich Noblistów
  - Społeczne Gimnazjum STO

## Wspólnoty wyznaniowe

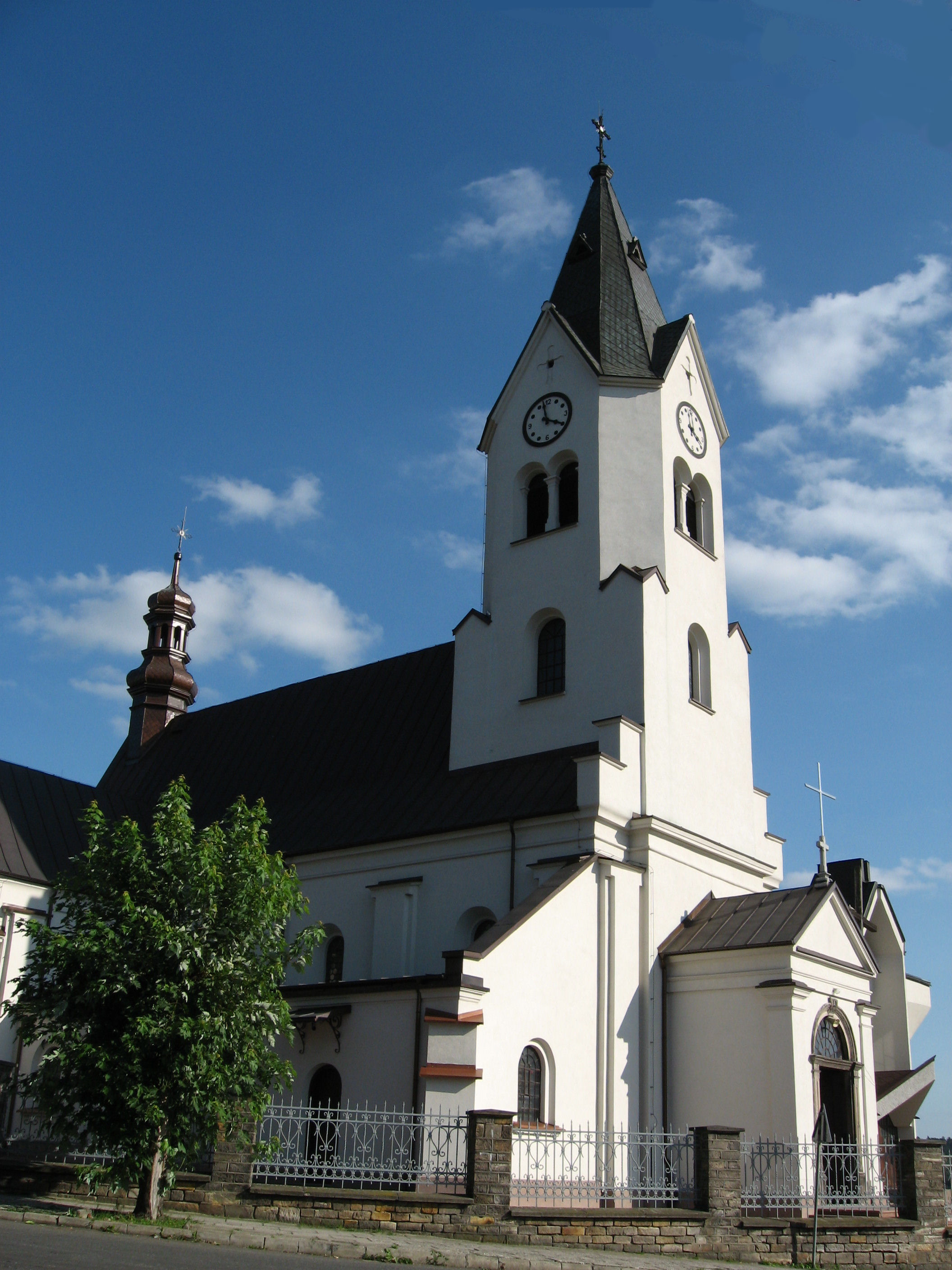
Kościół pod wezwaniem Świętej Trójcy

Na terenie Starachowic działalność religijną prowadzą następujące Kościoły i związki wyznaniowe:

### Katolicyzm
- Kościół rzymskokatolicki:

- parafia pw. Świętej Trójcy
- parafia pw. św. Brata Alberta
- parafia pw. Matki Bożej Częstochowskiej
- parafia pw. św. Judy Tadeusza
- parafia pw. Najświętszego Serca Jezusowego
- parafia pw. Wszystkich Świętych
- parafia pw. Matki Bożej Nieustającej Pomocy
- parafia pw. Niepokalanego Poczęcia NMP
- parafia pw. NMP Królowej Polski

- Kościół Starokatolicki Mariawitów – wierni należą do parafii Przemienienia Pańskiego w Wierzbicy[44]

### Protestantyzm
- Armia Zbawienia:

- Korpus Starachowice

- Kościół Adwentystów Dnia Siódmego w RP:

- zbór w Starachowicach

- Kościół Chrześcijan Wiary Ewangelicznej w RP:

- zbór w Starachowicach

- Kościół Zielonoświątkowy w RP

- zbór „Betel”

### Restoracjonizm
- Świadkowie Jehowy:

- zbór Starachowice-Południe
- zbór Starachowice-Wschód
- zbór Starachowice-Zachód (w tym grupa hiszpańskojęzyczna; Sala Królestwa ul. Miodowa 38)

## Media lokalne w Starachowicach
- Gazeta Starachowicka
- Tygodnik Starachowicki
- Echo Starachowickie – piątkowy dodatek regionalny do Echa Dnia
- Telewizja Starachowice – lokalny program telewizyjny nadawany cyfrowo oraz analogowo w sieci kablowej Vectra
- Radio Eska Starachowice – rozgłośnia działająca od 1996 roku (początkowo jako radio MTM FM 102,1 MHz), od 2005 roku w sieci radiowej Eska na tej samej częstotliwości.

## Sport
Najstarszym starachowickim klubem jest wielosekcyjny klub Star Starachowice. Drużyna piłkarska przez 13 sezonów występowała w dawnej II lidze (obecnie I liga), natomiast z sekcji podnoszenia ciężarów wywodził się m.in. Arkadiusz Lipa – brązowy medalista mistrzostw świata w Hawanie (1973). W 2005 roku zespół piłkarski został wycofany z rozgrywek, lecz przed sezonem 2007/2008 został reaktywowany i przystąpił do rozgrywek klasy A. W sezonie 2022/2023 klub wygrał świętokrzyską grupę IV ligi i awansował do III ligi.
We wrześniu 1996 roku powstała sekcja piłki nożnej w KKS Juventa-Marbo, która początkowo zajmowała się jedynie szkoleniem młodzieży. W 2005 roku doszło do połączenia Staru Starachowice i Juventy, co zaowocowało powstaniem seniorskiego klubu Juventa-Star Starachowice. W sezonie 2005/2006 wystąpił on w klasie A, a w kolejnych rozgrywkach w klasie okręgowej. W 2007 roku doszło do oddzielenia się klubów i Juventa wystartowała w klasie okręgowej. W sezonie 2008/2009 wywalczyła awans do III ligi małopolsko-świętokrzyskiej, w której występowała do sezonu 2012/2013, po którym wycofała się z rozgrywek seniorskich.
W Starachowicach istnieje także Klub Rugby Feniks Starachowice, założony w sierpniu 2009 roku.

## Współpraca międzynarodowa

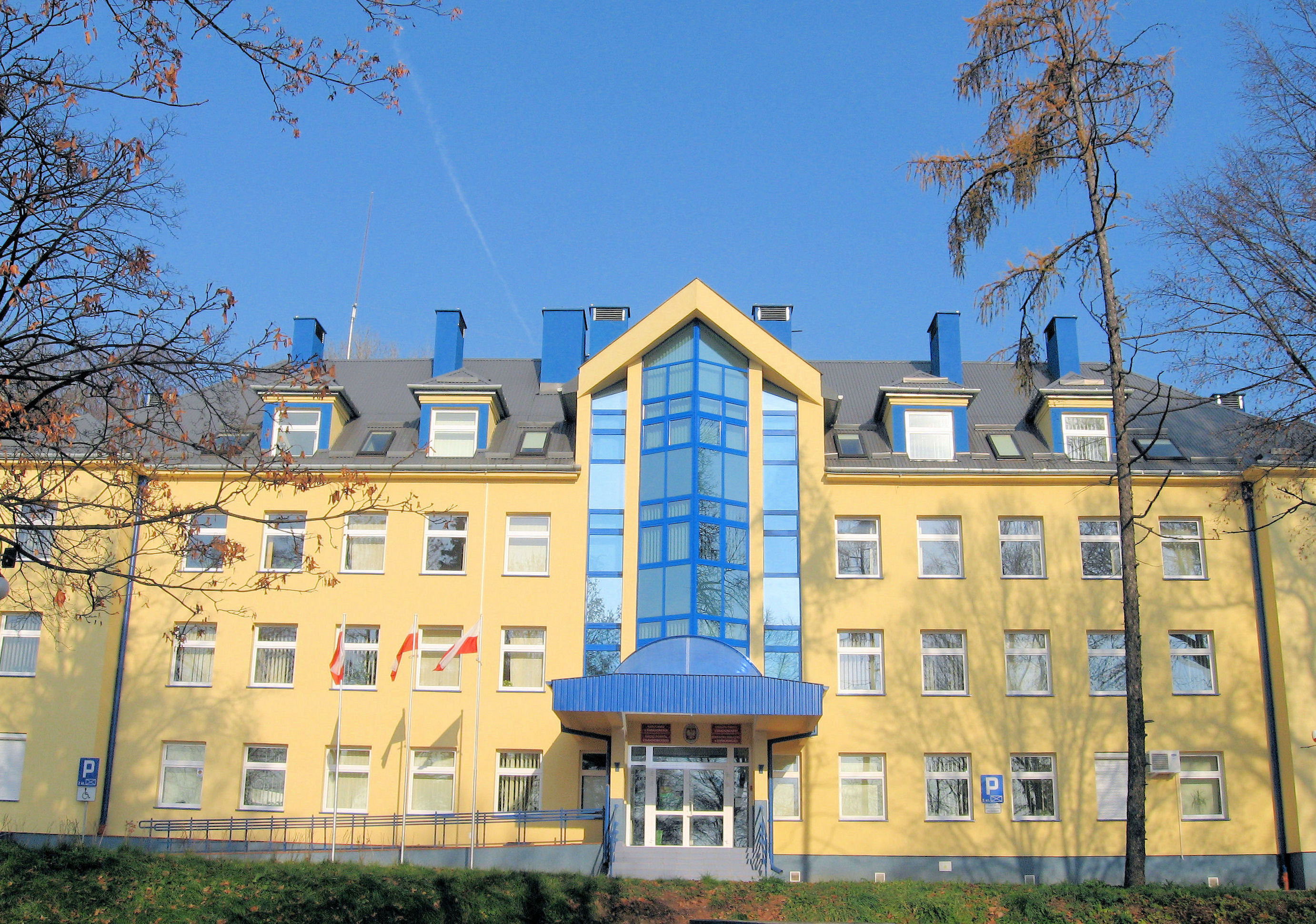
Budynek Starostwa Powiatowego

Miasta i gminy partnerskie w Europie:
- Rochdale-Heywood
- Skövde

Miasta i gminy partnerskie w Polsce:
- Giżycko – od daty podpisania porozumienia - 19 września 2008

Wymiana młodzieży w ramach współpracy placówek oświatowych.
- Aurich
- Vechta
- Schweinfurt
- Biella

## Honorowi obywatele
Honorowe obywatelstwo Starachowic nadano:

- Stefan Pastuszka – nauczyciel, współautor monografii Starachowic (1984).

Uchwała RM IX/5/1996 z dnia 24 września 1996 roku oraz uzasadnienie.
- Brunell TuVe, Ehrnholm George, Różalski Rickard

Uchwała Nr IX/1/90 z dnia 18 grudnia 1990 r. ora uzasadnienie.
- Maria Stolzman – posłanka, prezes Stowarzyszenia „Demokracja i Rozwój” w Starachowicach.

Uchwała RM IV/1/1995 z dnia 28 kwietnia 1995 roku oraz wniosek.
- Marian Teodor Pocheć – obrońca Westerplatte.

Uchwała RM V/1/1995 z 24 maja 1995 roku oraz wniosek – uzasadnienie.
- Antoni Heda ps. „Szary” – zaliczany do najwybitniejszych dowódców partyzanckich na Kielecczyźnie.

Uchwała RM I/8/1992 z 28 stycznia 1992 roku oraz uzasadnienie.
- Hans Höffmann – obywatel Niemiec, prowadzi działalność filantropijną na rzecz uczniów II LO w Starachowicach.

Uchwała nr XI/10/2009 rady miejskiej w Starachowicach z dnia 27.11.2009 roku.
- Tadeusz Czyż – ksiądz kanonik, proboszcz parafii Św. Trójcy, obecnie senior.

Uchwała Nr IX/1/2010 Rady Miejskiej W Starachowicach z dnia 05.07.2010 roku.
- Zdzisław Rachtan – pseudonim „Halny”, podporucznik czasu wojny, przewodniczący Zarządu Środowiska Żołnierzy Świętokrzyskich Zgrupowań Partyzanckich Armii Krajowej „Ponury”- „Nurt”.

Uchwała Nr 8/III/2012 Rady Miejskiej w Starachowicach z dnia 31.08.2012 roku.
- Jadwiga Kaczyńska – pośmiertnie

Uchwała Nr 3/I/2013 Rady Miejskiej w Starachowicach z dnia 18.01.2013 roku.
- Krystyna Janda – aktorka urodzona w Starachowicach

Uchwała nr XI/4/2014 rady miejskiej w Starachowicach z dnia 29.08.2014 roku.
- Aleksander Pawelec – Regionalista. Prekursor szerzenia wiedzy o historii Starachowic, jego mieszkańcach i regionie.

UCHWAŁA NR XII/III/2014 RADY MIEJSKIEJ W STARACHOWICACH z DNIA 24.10.2014 r.

## Urodzeni w Starachowicach
- Marek Bargiełowski (ur. 11 września 1942 w Starachowicach, zm. 23 marca 2016[62] w Skolimowie) – polski aktor teatralny, filmowy i telewizyjny, reżyser, prezes Związku Zawodowego Aktorów Polskich. Pochowany 1 kwietnia 2016 w rodzinnym mieście.
- Janusz Radek (ur. 6 kwietnia 1968 w Starachowicach) – polski wokalista i aktor teatralnych inscenizacji muzycznych. Członek Akademii Fonograficznej ZPAV[63].
- Czesław Świrta[64] (ur. 14 czerwca 1925 w Starachowicach, zm. 30 stycznia 2008 w Łodzi) – polski operator filmowy.
- Stanisław Wójcicki (ur. 13 maja 1916 w Starachowicach zm. 5 września 2012 w Elblągu[65]) – oficer Marynarki Wojennej, partyzant, inżynier, honorowy obywatel miasta Elbląga.
- Adam Zelga (ur. 11 marca 1953[66] w Starachowicach) – polski ksiądz, pisarz i publicysta katolicki. Po śmierci przyjaciela, Alfreda Szklarskiego, dokończył w 1993 roku dziewiąty tom przygód Tomka Wilmowskiego pt. Tomek w grobowcach faraonów

## Ludzie związani ze Starachowicami
- dr Wadiusz Kiesz (1924-2010) – polski lekarz, urodzony w Boremlu na Wołyniu, ordynator Oddziału II Chorób Wewnętrznych szpitala w Starachowicach, autor wspomnień "Od Boremla do Chicago". Jego imię nosi starachowicki oddział  Polsko-Amerykańskich Klinik Serca[67][68].